# はみだし刑事情熱系の登場人物
はみだし刑事情熱系の登場人物（はみだしけいじ じょうねつけいのとうじょうじんぶつ）は、テレビ朝日系でシリーズ化された刑事ドラマ『はみだし刑事情熱系』に登場する主な架空の人物について解説する。
※キャストを記載する際は、キャストの記載基準を参照してから記載してください。

## 警視庁広域特別捜査隊
高見兵吾
演 - 柴田恭兵（少年期：中川魁崇〈最終章 第4話・第11話・最終話〉）
経歴：警視庁広域特別捜査隊捜査課（PART1 - PART7）
→ 広島県警福山警察署（クリスマス2時間スペシャル）
→ 警視庁広域特別捜査隊捜査課（最終章）
警視庁西新宿署刑事課出身。静岡県出身。階級は巡査部長。
「はみだし刑事」の代名詞であり、「広域」一の熱血刑事。遅刻・単独捜査・命令無視の常習犯であり、時には怒りを爆発させて事件の犯人等に手を上げることもあるため減俸・始末書は数えきれない。しかしながら、犯罪を憎む心は人一倍強く、また犯罪者の心をも救えると信じて孤高に捜査に臨む。ちなみに、女性に対してはどんなに怒り狂っても手を出さない主義であり、後述の玲子が事件関係者を裏切るような判断を下したことで関係者を危うい状況へ追い込んだ際には怒りを露わにしながらも「あんたが男だったら！」と悪態を吐き、実際に殴ることはしなかった（PART1 第1話）。
服装は、主に革ジャンにチノパン（番組のイメージチェンジのため、PART6のみスーツメイン）。
上司である根岸玲子は元妻であり、根岸みゆきは実の娘である。そのことで上層部や「広域特別捜査隊」を快く思わない人間から顰蹙を買っている。また、所轄署時代に刑事だった松尾菊枝と共に捜査を行ったこともある。なお、玲子との離婚やそれに伴うみゆきとの離別は彼なりに衝撃だったようで、離婚が成立した当日に追っていた犯人が彼の子供と遊んでいる姿を見て、「何でこいつは俺と違って、子供と笑顔で触れ合っているんだ？」と嫉妬心を抱いた揚句、子供の目の前で犯人を逮捕した末、それから年月が経った末に刑務所を出所した当の犯人から復讐されたことがある（PART2 第10話）。
玲子が広域隊に赴任したことで、離婚以来会っていなかったみゆきと偶然再会する（PART1 第1話）。自分が父親であることを告げられず、しばらくの間、みゆきとは「親友」として接していたが、PART3最終話にて告白を決意する。PART4 第1話で父親であることを告白。それまで築いてきた関係が変わってしまった事で苦悩するが、自分なりに精一杯父親として接する事で最終話にてようやく「お父さん」と呼ばれる。
みゆきがカナダに留学を決めた際、本心では留学を反対したいところを、物分かりのいい父親を演じて留学を応援してしまう。そのことで玲子とけんかになったところをみゆきに聞かれ、一時は関係がギクシャクするが無事に修復して留学に送り出した（PART5 第2〜3話）。内心では寂しく、みゆきから送られてくるビデオレターをくり返し見返しており、そのことをしばしば菊枝にからかわれている（PART5 第8話）。
PART7 最終話のホスゲンテロ事件の捜査にて、警視庁上層部の命令を無視し続けた結果、広島県警管内の派出所に異動させられてしまった（クリスマススペシャル）。
最終章第1話で広域特別捜査隊に復帰し、兵吾が幼い頃に父親が失踪しているが、捜査の最中、失踪した父・甲介と偶然再会する（最終章 第7話）。
西崎駿一
演 - 風間トオル（小学生：佐藤勇輝〈最終章 第10話〉）
警視庁特殊捜査班出身。階級は巡査部長（PART1 - PART3） → 警部補（PART4 - ）。血液型はAB型（PART2 第2話）。
ノンキャリアではあるが本庁からも一目置かれる優秀な刑事。射撃や武術、ドライビングのエキスパートであり、冷静沈着にして頭脳明晰。一時期口ひげを生やしていた時期があり、ある事件をきっかけにひげを剃る。ひげを剃った後の彼はかなりの二枚目になり、高見とデートの約束をしていたみゆきが西崎に乗り換えてしまうほどで、女性の証人や容疑者から指名されることも。
高見が最も信頼する相棒である。
幼い頃に両親を事故で一度に亡くした心の傷を抱え、高見とは対照的に、心情を一切排除し事件の事実だけを見据えて捜査に当たる。特殊班時代からそうした捜査方法で犯人を無慈悲に圧倒していた為に恨まれたことも多く、シリーズ全般的にかつて逮捕した犯人から逆怨みされている事件もいくつかある。
当初はそうした捜査理念から高見の信念や玲子と高見の関係を拒否していたが、高見と付き合うことで徐々に考えを改めるようになり、次第に二人の関係を「悪くない」と思うようになっていく。
PART2
的場今日子と相思相愛の仲になる。婚約指輪を購入するが、現れた元夫、心から二人を想う気持ちに討たれて自ら身を引いた。（詳しくは的場今日子の項にて後述）
PART4
「警部補という立場から高見さんの単独行動を抑える」という名目で、昇任試験にパスして警部補となる。（真実かは不明）
PART6
新たに配属された武田太郎の教育係となる。
PART7
網膜剥離を起こしてしまい、失明の危機に陥る（第2話）。しかし、心配をかけたくないからか、みんなにもその事実を伏せていたためにしばしば足を引っ張る部分も目立ってしまう。
手術当日、偶然からエレベーターに閉じ込められてしまい、緊張状態から病状が進行してしまう。かろうじて助けられたものの、状態が悪化してしまったために一時離脱を余儀なくされる（第5話）。第9話にて無事に復帰し、高見と再びコンビを組む。
杉浦克也
演 - 平泉成（高校生：伊藤友樹〈PART5 第17話〉）
所轄署刑事課、および鑑識班出身。階級は警部。クリスマススペシャルでは捜査課長代行。
広域の刑事たちからは「杉さん」の愛称で親しまれており、主に事件現場での指揮を取る（玲子が不在の場合は、玲子に代わり本部内で指揮を取る）。
元々は刑事として活躍していたが、娘・幸恵が盲目となった事をきっかけに同僚・松坂治彦の助言で鑑識に移動した過去を持つ。
優しい風貌ながらも冷酷な犯人には厳しい態度で望み、体術や剣道を駆使して立ち向かう頼もしい存在である。
課長としての玲子を心から信頼し、高見と玲子の事も理解を示し、父親の先輩として高見にアドバイスをしている。
PART3
犯人に捕まった後に様子がおかしくなった玲子の様子を心配して高見に声をかけて聞き出すよう促している。その後も捜査指揮を怠り、勝手な行動をしたにもかかわらず、彼女を信じ、玲子を信じられなくなった広域の面々に「俺たちは根岸玲子を筆頭とする広域捜査隊」と言って、それでも課長根岸玲子を信頼している。
※出演が決まっていた井川比佐志が負傷したため代役で出演が決まったことを、2020年発売のDVDボックス「はみ出し刑事情熱系 最終章」付録の冊子に記載されたインタビューにて明かしている。

麻生たまき
演 - 黒谷友香（PART1 - PART3 第1話 / PART7 最終話）
経歴：警視庁広域特別捜査隊捜査課（PART1・PART2）
→ 警視庁監察係（PART3 第1話）
→ 警視庁警備課（PART7 最終話）
警察署少年課出身。階級は巡査。
配属されたばかりの若手の為、工藤とそろって高見からはよくバカにされたりしている。女性ながらも男勝りな部分があり、工藤とは「工藤」・「たまき」と呼び捨てにする間柄で、喧嘩もしたりはするが、わりと仲は良い様子。
当初は工藤ともども足を引っ張る事も多く、秀でた能力もあまりなかった。しかし、経験を重ねるにつれて一人前に成長。
中学生の時に両親が離婚（PART1 第18話）。その後は父親小山隆一を憎みながら成長し、事件の関係者として突然の再会を果たす。犯人を庇う為に嘘をつき続けた彼を更に憎み、自分と変わらない年頃の妊娠中の恋人がいることを知って怒りが爆発。憎しみから捜査にも支障をきたすまでになってしまう。しかし、その女性は恋人ではなく彼の同僚の奥さんだった。同僚はトラックで事故を起こして入院しており、更に会社からはトラックの修理代を請求される事態となった夫婦に父親は貯金をはたいただけでなく、借金をしてまで助けていたのだった。そして、同僚の奥さんに離婚の真相を聞いたたまきは父親と無事に和解している。
PART3
第1話にて広域特別捜査隊から警視庁監察係へ異動していった。
PART7
最終話では、警視庁警備課の刑事として登場。そのたたずまいはかつてのたまきとは打って変わって凛とした姿であった。
秋本篤志
演 - 梅垣義明（PART1 - PART5 第7話・第21話・最終話 / PART7 最終話）
経歴：警視庁広域特別捜査隊捜査課（PART1 - PART5 第7話）
→ 所轄署地域課（PART5 第21話・最終話）
→ 池袋中央警察署マル暴（PART7 最終話）
元マル暴刑事。階級は巡査長 → 巡査。
37歳独身。アパートで寂しく一人暮らしをしている。風貌がゴツイため兵吾や菊枝、工藤などからからかわれており、本人もそのことは気にしている。
1度、ネット掲示板の書き込み事件のせいで「俺は暴力ゴリラ刑事」という貼り紙を背中にされてしまった。
元マル暴出身の為、取り調べはわりと荒っぽく、ヤクザ相手の対応やガサ入れでは活躍の場が多い。さらにはそのマル暴で鍛えた観察眼で人の僅かな反応を見逃さない能力も持つ。
PART5
第7話「死ぬな秋本!! 男の涙と意地・最後の闘い」では、昔ある事件で薬物中毒にさせられ記憶を無くした女性、矢野好美を守る為に、彼女を薬物中毒にした新藤に対して市街地で拳銃を乱射。彼女の存在を隠す為、自分が怨みがあったと上層部に思わせようと藤波管理官に「殺意があった」と訴える。そんな理由に到底納得出来ない高見たち広域の面々は好美と新藤の事件の真実にたどり着き、新藤を逮捕するに至るが、不運にも好美は現れた新藤のせいで記憶が戻ってしまい「死にたい」とまで言い出してしまう。しかし、秋本たちの説得のおかげで無事に立ち直る。
だか、秋本の気持ちを酌んだ広域の仲間たちはその真実を報告しないままに彼は査問を受けて巡査に降格。謹慎一ヶ月の後、所轄署地域課の交番勤務となり広域を去った。
PART7
最終話で刑事として再び古巣のマル暴への復帰が決まった。
工藤丈彦
演 - 志村東吾
警察署交通課（交通機動隊、白バイ隊員）出身。階級は巡査。
白バイ警官出身の若手刑事。着任当初は空気が読めない発言をしたり失敗を繰り返していたが、シリーズを重ねる毎に刑事として、もちろん人間的にも成長する。主に秋本と組むことが多いが、シリーズ全般的に女性刑事とのコンビも多い。中でも同年代である麻生たまきとは仲がよく、お互いに呼び捨てで呼んでいる。
白バイ出身なだけあって、バイクの運転は優秀で、シリーズ中盤ではバイク通勤をしており、捜査でもバイクを使って捜査や犯人追跡を行うようになる。
シリーズ後半になると朝子や武田の先輩として面倒を見ることも増えている。
PART3
今村愛子と出合い、高見と秋本に気付かれてしまい無理やり紹介する事になるが、実は彼女が悪かった時期に秋本に逮捕されていた過去が露見する。愛子には別れを告げられてしまうがその場で「過去は関係ない」と彼女を留まらせる。
ところが、彼女が強盗事件の容疑者となってしまう事件が発生。真実を知らない工藤は殴り倒された事で彼女への気持ちが揺らぎ、彼女と決別して刑事として逮捕する事を決めるが、高見のキツい1発と杉浦の叱咤激励、事件の真実を知った事により再起。再び彼女を信じることで刑事として犯人を無事に逮捕した。この事件のおかげで彼は大きく成長。
PART5
新たに配属された星野朝子の教育係となる。
紆余曲折を経て、ついに高見と玲子を仲人に愛子と結婚した（第21話）。
PART7
その後は仲睦まじくやっているものの、産まれた娘の望美の教育方針で何かと衝突しており、家出したこともあった（第8話）。
山口さくら
演 - 中山忍（PART3・PART4 第1話 - 第6話・第11話 - 最終話）
経歴：警視庁広域特別捜査隊捜査課（PART3・PART4）
→ 警視庁少年課（PART5）
警察署少年課出身。階級は巡査。実家は煎餅屋を営んでいる。根岸玲子の事を心から尊敬している。その為、高見と元夫婦の関係を知った時は「不潔！」とまで言い放っている。
家族は父幸造、母和子、弟弘志、妹ユリで実家から職場に通っている。
入隊当初は高見に慣れさせる為にコンビを組まされて振り回される日々が続き、いいかげんな刑事と思っていたが、1度、元同僚の巡査が拳銃を奪われてそれが殺人に使われた際には怒りから肩入れしてしまい、暴走しかけるが、高見に救われた事で徐々に信頼していくようになった。
剣道の有段者で、その実力は全国大会で優勝した経験を持つほど非常に高く、広域の誰も勝てない様子。事実、高見・秋本・工藤と練習場でコテンパンに叩きのめされ、高見に至っては小手の一撃で負けている。
PART4
第7話〜第11話までは、本庁の研修に出向しており、一時的に広域の仕事からは外れている。研修を経て広域に戻る。
PART5
警視庁少年課へ異動となり、広域を去った。
星野朝子
演 - 来栖あつこ（PART5・PART6 / PART7 最終話）
警察署総務課出身。階級は巡査。
広域に来る以前は所轄で婦警。いかにも今どきの女の子といった感じの性格でルーキー扱いされているが、若い少年少女たちの扱いは得意で、話を聞き出す為に相手と対戦ゲームをしては勝ち、相手から情報を得たりしている。
1度、偶然から銀行強盗の人質になってしまい、中から突入の合図を任されるがトラブルから失敗。人質を取られてしまい、犯人から金の輸送を要求されてしまう。恐怖から1度は拒否するものの、高見の冷たい言葉での叱咤に奮起。あちこちと走り回らされながらも無事に犯人逮捕に貢献した。しかし、逮捕直後に、その日が休日だった為、「休日出勤の手当」が出るかを気にするという妙な心配をして泣き崩れてしまい、みんなから笑われていた（PART5 第9話）。
妙なところでお金にシビアな面を見せたりするが、高見たちと仕事をしていくうちに刑事としての質を上げていき、武田が入る頃には立派に成長しており、武田とコンビを組んでは指導係もこなしている。
密かに合コンに勤しんでおり、回りの同級生や同期生が結婚していく事に危機を感じている。
その後は、広域特別捜査隊から他の警察署に異動となった。PART7最終話で、高見と再会し、その後かつての広域特別捜査隊メンバー（麻生・牧）とも合流した。
牧裕美
演 - 甲本雅裕（PART5 第8話 - 最終話 / PART6 第1話 / PART7 第9話・最終話）
経歴：警視庁広域特別捜査隊捜査課（PART5 第8話 - 最終話）
→ 警視庁五反田中央警察署 総務課長補佐（PART6 第1話）
→ 警視庁葛西中央警察署（PART7 第9話）
階級は巡査部長。秋本の異動に伴い広域に配属された。なお、下の名前の読みが「ひろみ」であるため、広域の面々からは直接対面するまで女性だと勘違いされていた。
かなりの博識で薀蓄にも造詣が深く、文学書の言葉を引用した喩えを披露したりと、いろいろな知識を披露する。中でも交渉術は見事なもので、赴任初日から立てこもり犯を説得してしまう程の実力を持つ。
高校時代に好きだった同級生の女性が、父親に暴力を受けているにもかかわらず、何もできなかった。しかも最後は暴力のせいでその女性は車椅子生活を余儀なくされてしまう。この時の経験がトラウマとなってしまい、女性に暴力を振るう男性に対しては突然キレてしまい、回りが押さえ込みに入る程の怒りを露にする。
妻とは死別しており、小学生の息子・太一と2人暮らしで、見たいとも言われていないにもかかわらず写真を見せびらかすかなりの親バカ。
当初は格闘術はからっきしだったが、次第に上達。「1、2、3!」と掛け声をかけながらだが、犯人を投げ飛ばしたり拘束する技術を身に付けていく。
なお甲本はPART2最終話（1998年）とPART4第12話（1999年）に2度犯人役で出演している。
PART5
赴任初日に発生した立てこもり事件の加害者が、リストラから事件を起こした事から一方的に彼に同情。その後発生した殺人事件の容疑者であるリストラを行った長谷川保を犯人と決めつけた捜査で彼の娘を傷つけてしまう。それでも長谷川が犯人であると疑わずに捜査を続けた牧はリストラを指示した長谷川の上司と癒着をしていた総会屋に辿り着く。無事に犯人を逮捕したが、己の行いを反省した牧は長谷川父娘に謝罪をし、以後は容疑者や周囲の人を気にかける捜査を心がけるようになっていく。
PART6
第1話にて五反田中央署に総務課長補佐として栄転。
PART7
登場するが、ある事件の被害者の過去が暴かれるのを防ぐために自分がとして名乗り出る。結果的には真実がわかった事で釈放となるが、その行動が問題視された事で降格。異動となる（第9話）。
武田太郎
演 - 安藤亮司（PART6 - 最終章）
経歴：警察署地域課
→ 警視庁広域特別捜査隊捜査課（PART6）
→ 警視庁捜査一課（PART7 - ）
警察署地域課から広域特別捜査隊に抜擢された新米刑事。階級は巡査。
PART6
通勤中に偶然から事件に巻き込まれてしまい同様に巻き込まれた根岸みゆきを助けて犯人を取り押さえる。ところが、あまりに無鉄砲なやり方に怒りを露にしたみゆきからビンタをくらい説教まで受けてしまう。
この事をきっかけにみゆきと付き合うようになるが、最初のうちは上司の高見と玲子が親だとは知らずに付き合っていた。先に玲子に知られた為にようやく玲子の娘であることを打ち明けられたが、高見との事は知らされてはいなかった。ある時、偶然から高見と玲子が夫婦だった事を知り、みゆきと高見が父娘であることを知ってしまう。高見に打ち解ち明けようとした武田だったが、何をされるかわからないからとみゆきにキツく止められビクつきながら仕事をするハメになる。
最終話の事件を気にみゆきと二人で打ち明ける事を決意。ビクつきながらもようやく高見に打ち明けるが、事件での出来事が理由で塞ぎこんだ状態だった高見にあっさり了解を得られた事で喜ぶ。ところがその後、復活した高見を「お父さん！」と呼んだ瞬間「誰がお父さんだ！」と一喝されたうえ、一撃でKOされてしまった。
PART7
警視庁捜査一課に栄転しており、合同捜査で広域との連絡員として広域の面々と行動している。みゆきとも良好な関係を続けているが、高見とみゆきのデートに顔を出したりと（高見曰く）「お邪魔虫」な関係をしている様子である。
行沢正美
演 - 加藤麻里
階級は巡査。オペレーター。
内勤のアナリスト。容疑者の過去の犯歴や逃走車両のNシステムでの追尾など、各情報の収集解析などを担当する。必要な時には潜入捜査をすることもある。
当初は制服にブルゾン等の内勤者と同じ服装だったが、仕事内容の変化につれ私服の着用となっていく（PART6）。
倉石マミ
演 - 飛田恵里（PART6）
牧野ユカ
演 - 石井亜実（PART6）
広山ミホ
演 - 寺田奈美江（PART6）
内勤の女性警官。常に3人で行動し、西崎に惚れており、親衛隊かのような眼差しで西崎をいつも見つめている。
新米の武田をパシリにして西崎を合コンに連れ出すよう脅迫（まがい）の事をしたこともあった。
根岸玲子
演 - 風吹ジュン（中学生：青谷優衣〈最終章 第6話〉）
経歴：警視庁広域特別捜査隊捜査課長（PART1 - PART7）
→ 立川西警察署 署長（クリスマススペシャル - 最終章 第1話）
→ 警視庁広域特別捜査隊捜査課長（最終章 第2話 - ）
警視庁レディース部隊出身。広域特別捜査隊・捜査課長のキャリア。階級は警視。
実は高見は元夫であり、当初は関係を同僚には秘密にしていた。娘・みゆきにも秘密にしている。
元夫婦ということもあり、勝手な行動ばかりの高見には頭を痛めながらも理解し、その行動を見守っている。当初は広域メンバーからも疑問に思われていたものの、次第に理解をしてもらえるようになる。
10数年前に家族で一緒に行った遊園地に麻薬中毒になった不良グループがバイクで子供たちを取り囲む事件に遭遇してしまう。娘を助けたいはずの高見だったが、刑事として彼は娘以外の子供を助ける事を選択。最後に無事にみゆきを救い出すものの、父親としてではなく、刑事として行動した高見が許せずに離婚したと菊枝が語っている（回想シーン内では、玲子は激怒のあまり高見に平手打ちをしている。但し、玲子本人は他にも色々な理由はあると劇中では語っている）。離婚日は昭和60年2月21日（PART2 第10話）。
父親・根岸秀夫も刑事だったが中学生の時に殉職。本部長である徳丸は父の同僚であった。
松尾菊枝
演 - 樹木希林（PART1 - PART7）
庶務課。階級は特任巡査部長。
かつてはかなりやり手の刑事であり、特に「落としのキク」と言われるほど取り調べの腕がよかった。ある事件がきっかけで庶務課へと異動する。
高見とは昔からの付き合いで大の仲良し。もちろん玲子との関係も知っている。おとなしそうな印象とは裏腹に歯に着せぬようなことを言うことが多いが、実際は高見と玲子の復縁を望んでおり、みゆきとの関係も茶化す場面が多数あるが、心から心配している二人の良き理解者でもある。
事務処理関係で広域にはよく出入りしており、高見との漫才のようなやり取りも今作品の見所。
PART7
早期退職し、夫婦でオーストラリアに移住した。※このPART7にて降板。
徳丸謙二郎
演 - 愛川欽也（PART1・PART2）
本部長。階級は警視正。
訓示、礼節を重視する。性格は見た目通りいたって人情派。しかし、時には非情な指揮を執る事も。捜査本部の課長である根岸玲子の父・根岸秀夫とはかつて同僚であった為、幼い頃から彼女を知っている。もちろん高見との事も知っている。菊枝とも彼女が現場時代（もしくはそれ以前）からの付き合い。役職では一番上だが、菊枝にはまったく頭が上がらず、どこか夫婦漫才のようなやり取りも。
高見の捜査方針（命令無視や無鉄砲）を立場上は批判しているが、内心では高見に対して絶大な信頼をしている。
PART1で菊枝が「来年は定年」という発言があることから、PART2からPART3の間に定年を迎えており3では既に退職している。

## 警視庁
戸倉梢
演 - 伊藤かずえ（PART7 - 最終章）
警視庁捜査一課の刑事。階級は警部補。広域と捜査一課との間で合同捜査を行う際の連絡員として、武田太郎と共に広域へ出向（PART7 第1話）。格闘、銃の扱いはもちろん、プロファイルや科学捜査の知識にも精通し、変装による潜入捜査も行っている。
始めは広域の捜査方法に疑問を抱いていたが仕事を共にするうちに良き理解者になり、打ち解けていく。
父親は消防士だった（PART7 第6話）。
藤波秀樹
演 - 長谷川初範（PART4 第2話・第12話 / PART5 第1話・第7話・第20話 / PART6 第14話）
警視庁刑事部管理官。
広域隊の存在を懐疑視しながらも、内心ではその捜査能力を理解している部分もあり、時には広域の為に上層部に意見をする。高見と仲が悪いがどこかで信頼している様子がある。
キャリアながらもかつては現場の捜査員を務めていた時期があり、その時にコンビを組んでいた相棒五十嵐満とはじめて事件解決をした際にそろいのジッポライターを作っており、今でも大事に持ち歩いている（PART5 第20話）。
浜田栄一
演 - 並樹史朗（PART7 第1話・第2話・第8話）
警視庁刑事部長。
相澤紀子
演 - 村上祐子（PART7 第8話 / 最終章 第10話）
警視庁西葛西警察署鑑識係。鑑識出身の杉浦克也を目標にしていて、将来は刑事になりたいと思っている（PART7 第8話）。
田辺
演 - 吉岡扶敏（最終章 第4話・第10話）
鑑識員。

## 警察関係者の家族
根岸みゆき
演 - 前田愛（PART1 - PART5）、木内晶子（PART6 - 最終章）
根岸玲子と高見兵吾の間に産まれた一人娘だが、玲子からは父のことを知らされておらず、かつ自身も父の記憶がほとんど無かった事から高見とはあくまで母の部下かつ親友として接しており、PART6までは「兵吾くん」と呼んでいた。
PART1
芝園中学校の生徒。
PART4
第1話で高見本人から突然父親と告白された事で苦悩する事になる。一旦は「兵吾くん」と呼んでいた呼び名が「高見さん」に戻ってしまうが、菊枝の助言によりとりあえず元の親友に戻る形を取る。
しかし、それでも元の通りとは行かず、高見や母・玲子と衝突もしてしまう。
最終回にて、離婚の理由を玲子からようやく聞き、更には命をかけて事件に接する高見と遺書同然の手紙を読んだ事で遂に高見を「お父さん」と呼び、高見と親子になることが出来た。
PART5
カナダに留学する（第3話）。中盤以降はビデオレターなどの形でしか登場していない。
PART6
高校3年生。留学から帰国。久しぶりの食事会で親子3人での再会を果たすが、留学で様々な経験をした事で母親にも「女としての幸せ」を求めるようになり、「2人の再婚はないのか」と聞いたり、「再婚がないなら他の人とは？」と高見をドギマギさせる発言をしている。
通学中に偶然から事件に巻き込まれてしまうが、通りかかった転属初日の武田太郎が犯人を無事に取り押さえた。ところが、あまりに無鉄砲なやり方に怒りを露にし、さらにはそのことを自慢する武田にビンタをお見舞いして説教してしまう。
この事がきっかけで武田と付き合うようになるが、最初のうちは武田が広域の刑事だとは知らず、後にそうだと知っても打ち明けられずにいた。ようやく打ち明けたものの、今度は高見に知られてはマズイと武田に硬く口止めをする。最終話でようやく高見に打ち明けるが、ある事件で放心状態だった高見にあっさり了解を得る。ところが、放心状態を脱した高見からは「誰がお父さんだ！」と一喝されてしまった。
PART7
無事に城徳医科大学に入学し今は2年生（第7話）。医学部に入り医者の道を進みだしている。ラクロス部の部員。武田とも仲良くやっているが、高見とのトリプルデートをしてしまう為、高見本人はあまりおもしろくない事を自覚していない様子。
クリスマススペシャル
試験勉強のためショートヘアにした。演じた木内晶子は、このショートヘアが気に入っていて『女医・優〜青空クリニック〜』（東海テレビ制作の昼ドラマ）でもこの髪型で出演している。
最終章
行き倒れていた老人、安岡大吉を助けた事から仲良くなっていくが、その老人が自分の祖父・高見甲介である事を知る。
杉浦幸恵
演 - 大路恵美（PART1 第8話・第16話 / PART2 第12話 / PART3 第15話 / PART4 第6話 / PART5 第3話 / PART6 第9話 / 最終章 第5話・第10話・最終話）
杉浦克也の一人娘。点字に関わる仕事をしている。5歳のとき事故で失明し、外出の際は、盲導犬のジェニーを連れている。
PART1
高見に恋心を抱いており、後にみゆきの父親だった事を知り、フラれている。
以降のシリーズでは高見の数少ない理解者として、みゆきとけんかした時や、父親と告白してからのギクシャクする2人の間を取り持ったりしている。
最終章
羊飼いを夢見る男性と婚約した。
小山隆一
演 - 河原崎建三（PART1 第18話）
麻生たまきの父。如月運送のトラック運転手。
たまきが中学生の頃に知り合いの保証人を引き受け多額の借金をする。家族に迷惑をかけないため離婚した。
秋本ノブ
演 - 樋田慶子（PART1 第19話 / PART3 第15話 / PART4 第7話 / PART5 最終話）
秋本篤志の母。PART5までに数回登場。
独身の秋本を心配しており、たびたび田舎の熊本から秋本を訪れている。
広域の面々にも知られており、何度か本部にも訪れている。1度軽傷ながらも秋本が撃たれた時は取り乱し、刑事を辞めさせるとまで言っていたが、落ち着きを取り戻した後に本部を訪れて詫びを入れて熊本に帰っている。
最初は刑事の仕事だから心配して辞めさせると言っていたようだが、落ち着きを取り戻して考えた彼女は「どんな仕事も心配は変わらない」と気づき、刑事の仕事を心から愛している秋本を思い、ひとり熊本に帰ったようだと菊枝が語っている。
登場は少ないながらも、その発言や何気ない一言は、広域メンバーの心に大きく影響したようである。
工藤（今村）愛子
演 - 山口香緒里（PART3 第13話 / PART4 第7話・第18話 / PART5 第7話・第21話 / PART6 第4話・第19話 / PART7 第8話 / 最終章 第9話・第10話・最終話）
工藤丈彦の妻。PART3で付き合いたての彼女として初登場。幼い頃は両親のいない孤児として施設で育った。その為に悪かった時期があり、その頃に秋本に逮捕された過去を持つ。
幼馴染みが白血病だと知り、幼馴染みの為にも更生する事を誓い無事に更生した。
PART3
幼馴染み石田美智代の為に美智代の兄河合和雄に骨髄移植を依頼していたが、その和雄が事件を起こしていたことを知る。さらには怪我をしていた為、心配だった愛子は工藤と高見を殴り倒して逃走してしまう。その事で愛子を信じられなくなった工藤は別れを決意したが、高見の叱咤激励と美智代の白血病を知った広域の面々に無事に救い出された。この事がきっかけで愛子をまったく信用しなかった秋本は改心して愛子に「工藤をよろしく頼む」と何度も頭を下げている。その後、美智代も無事に骨髄移植を受けて快方に向かっている。
PART5
工藤とようやく結婚を果たし（第21話）、娘・望美も授かっている。
PART7
望美が産まれてからは教育方針で何かと衝突している様子（第8話）。
山口幸造
演 - 不破万作（PART3 第15話・第22話 / PART4 第19話）
煎餅屋「山口屋」の店主。さくらと弘志とユリの父。
山口和子
演 - 石井トミコ（PART3 第15話・第22話 / PART4 第19話）
幸造の妻。さくらと弘志とユリの母。
山口弘志
演 - 五十畑迅人（PART3 第15話）
さくらの弟。
山口ユリ
演 - 酒川亜理沙（PART3 第15話）
さくらの妹。
牧太一
演 - 中根大樹（PART5 第8話・第21話）
牧裕美の息子。小学3年生。
工藤望美
演 - 細谷彩未（PART7 第8話 / 最終章 第9話・最終話）
工藤丈彦と愛子の娘。
杉浦久美
演 - 姿晴香（最終章 第5話・第10話）
杉浦克也の妻。何度か幸恵との会話には登場しているが、最終章 第5話で幸恵が杉浦に結婚したい相手のことを話すシーンではじめて登場している。
根岸秀夫
演 - 勝野洋（最終章 第6話）
根岸玲子の父。元警視庁捜査一課 警部補。昭和47年11月に殉職。
安岡大吉（高見甲介）
演 - 中村嘉葎雄（最終章）
最終章後半の物語の鍵を握る人物で、心臓に持病がある。その正体は高見兵吾の父・甲介で、ソラノ興産の抱えている闇事件との関係で38年前に失踪。以降は「安岡大吉」という偽名で生活をしていたが、街中で発作で倒れてしまった所を居合わせたみゆきに助けられる。
その後もたびたび彼を心配して訪れるみゆきと交流を重ねるうちに偶然から息子である兵吾と突然の再会をしてしまう。
親父と呼ぶ兵吾を無視してその場から立ち去り、住んでいたアパートまで引き払って姿を消してしまう。
第11話で再び再会するも逮捕されてしまう。その後、兵吾に助けられてついに38年越しの和解をする。だがその直後、事件の黒幕であるソラノ興産の社長の息子で実行犯の空野明継に刺されてしまった。ようやく家族に再会したが二人の願いもむなしく、息子・兵吾と孫・みゆきに看取られながら息を引き取っていった。このとき駆けつけた息子の兵吾が「親父！親父！」、孫娘・みゆきから「おじいちゃん！おじいちゃん！」とそれぞれ泣きながら声を掛けられていた。
右足が不自由なのは、38年前に空野泰造に手鉤で右足を刺されたから。

## その他
的場今日子
演 - 床嶋佳子（PART2）
弁当の移動販売を行う女性。離婚歴があり、一人息子の雄人と二人暮らし。血液型はB型（PART2 第2話）。
ある日、強盗事件の犯人が仲間を釈放させる為に起こした爆弾事件に巻き込まれてしまい、雄人が重傷を負ってしまう。目の前にいながらどうすることもできなかった西崎駿一を非難するが、雄人に西崎が輸血をしてくれた事をきっかけに次第に心境の変化していく。
実は6年前に元夫が殺人を犯し現在も服役中の為、刑事との関わりを持つ事を躊躇していた。また、西崎の将来を案じた徳丸の横やりで距離を置こうとする彼女だったが、それでも自分や雅人を大切に思ってくれる西崎の告白で、遂に相思相愛となった。
しかし、改心したから会いたいと元夫・竹山が手紙を送られてきた。息子に父親と名乗りたい彼だったが、結局話す事が出来ずに1度は身を引く。しかし、竹山の元仲間が起こそうとした犯罪を防ぐために奮闘する彼を見た事で、今日子は竹山と再び一緒になることを選んだ。
的場雄人
演 - 青柳翔（PART2）
竹山と今日子の間に産まれた一人息子。血液型はAB型（PART2 第2話）。爆弾の爆発に巻き込まれて重傷を負ってしまうが、西崎の輸血のおかげもあり回復。何度か見舞いに訪れる西崎と次第に仲良くなっていく。
竹山が父親とは知らずに再会しているが、PART2終盤で竹山から父親だと名乗られ、「おとうさん」と呼ばれている。
竹山幸治
演 - 宇梶剛士（PART2 第19話・第21話・第22話）
的場今日子の元夫。6年前に人を刺殺している為に服役していた。
出所直前に手紙で「父親と名乗りたい」と言い出すが、1度は諦めている。
その後、犯罪を起こそうとした元仲間を止めようと奮闘。1度は死を覚悟して西崎に二人を託そうとしたが、彼女の腰痛や雄人にほうれん草を食べるよう言い聞かせようとする彼こそが二人に必要だと思った西崎の奮闘により無事に犯人は逮捕。
雄人に父親と名乗れた事でようやく家族を取り戻した。
加瀬遥
演 - 清水千賀（PART4 第5話・最終話）
みゆきのクラスメイト。
誰からも愛されていないと思い、インターネットで「青のピエロ」から購入した青酸カリを飲んで自殺しようとしていた（PART4 第5話）。
袴田正義
演 - 間寛平（PART4 第22話 / PART5 第19話）
詐欺師。自殺に見せかけて殺害された友人の霧島公介のため敵討しようとする（PART4 第22話）。
松原仁は甥。
中山
演 - 石井洋祐（PART6）
根岸みゆきがアルバイトしている喫茶店「ハウスリーク」のマスター。
辻克子
演 - 柴田理恵（PART7 - ）
根岸みゆきの通っている城徳医科大学の法医学教室助教授で鑑察医。広域の事件を扱う場合が多く、広域にも報告や捜査協力によく出入りしている。
また、みゆきのゼミ担当でもあり、みゆきの恩師として指導している。ラクロス部の顧問をしている（PART7 第7話）。
菊枝の抜けた広域のお母さん的存在となる。
なお柴田は辻を演じる以前にもゲスト出演したことがある（PART6 第15話）。
梅沢
演 - 山田幸伸（PART7 第7話 / 最終章 第8話）
城徳医科大学法医学教室の助手。
堀川結衣
演 - 平岩紙（PART7 第7話 / クリスマス2時間スペシャル / 最終章 第7話・第8話）
城徳医科大学医学部の学生。ラクロス部の部員。根岸みゆきの友人。
横山友恵
演 - 西崎彩（クリスマス2時間スペシャル / 最終章 第7話・第8話）
城徳医科大学医学部の学生。ラクロス部の部員。根岸みゆきの友人。

## ゲスト
PART1 / PART2 / PART3 / PART4 / PART5 / PART6 / PART7 / クリスマススペシャル / 最終章

### PART1（1996年 - 1997年）
第1話「広域殺人！偽証の女」
- 向井良太（寿司屋） - 梨本謙次郎
- 向井悦子（向井の妻） - 須藤真理子
- 尾谷宗介（明和銀行 支店長） - 中原丈雄
- 鷹取静江（モデル事務所「オフィス鷹取」経営者） - 蜷川有紀
- 木内今日子（モデル） - 不明
- 井上紀子（OL） - 不明
- 大久保（チンピラ） - 中根徹
- 草薙良一、山口祥行、菊地隆志

第2話「副都心爆破3秒前」
- 羽村芳雄（無職） - 斎藤洋介
- 篠田由記 - 浜丘麻矢

第3話「殺人犯は花嫁の父」
- 沢村秀雄（前科者） - 鶴田忍
- 原口聡子（沢村の元妻） - 茅島成美
- 原口梓（沢村と聡子の娘） - 西尾まり
- 岸田稔（梓の婚約者） - 村松亮太郎
- 芝園中学校 教師 - 森富士夫

第4話「大追跡！涙の手錠」
- 佐野隆弘（ディスカウントショップ「ジャスト1」店員） - 緒形幹太
- 谷口（警視庁特殊捜査班・西崎の先輩刑事） - 高瀬将嗣
- 寺田美希（ディスカウントショップ「ジャスト1」元店員） - 鶴岡優紀子
- 門脇浩一（ディスカウントショップ「ジャスト1」店員） - 剛州
- 高島守（ディスカウントショップ「ジャスト1」店員） - 鈴木晋介
- 江上知夫（ディスカウントショップ「ジャスト1」店長） - 伊沢弘
- 四宮（ディスカウントショップ「ジャスト1」店員） - 後藤康夫
- 伊藤高史、松葉妙子

第5話「狙われた女刑事！」
- 南条陽子（主婦） - 未來貴子
- 大竹真一（元暴力団「佐倉会」幹部） - 高岡良平
- シュン（以前たまきに覚醒剤所持で保護・本名「矢島駿一」） - 浅見真公人
- タケシ（シュンの仲間） - 伊藤アルフレッド
- コウジ（シュンの仲間） - ワタル
- 南条悟（陽子の夫） - 森永健司
- つまみ枝豆

第6話「家族殺人！涙の絆」
- 佐竹真砂子（誘拐犯・写真屋の元店員） - あめくみちこ
- 名高辰紀（銀行員・耕造の長男） - 須藤正裕
- 名高耕造（資産家） - 守田比呂也
- 名高厚（無職・耕造の次男） - 戸田昌宏
- 後藤みどり（拓馬の母） - 野村ちこ
- 佐竹孝之（真砂子の亡き息子） - 島田智之介
- 後藤拓馬（誘拐された1歳の男の子） - 島田智之介（二役）

第7話「愛憎のストーカー」
- 富田友佳里（元都立東陽高等学校野球部マネージャー） - 長田江身子
- 須山義一（元都立東陽高等学校野球部部員） - 米山善吉
- 島田（都立東陽高等学校野球部監督） - 皆川衆
- 夏川慎二（指名手配中の強盗犯） - ヨコスカ潮也

第8話「盗聴された女たち」
- 山田光彦（無職） - 遠山俊也

第9話「逆転犯罪！喪服の女」
- 岡野恵里（岡野の妻・西崎の元恋人） - 川上麻衣子
- 田村雄二（岡野不動産 経理部長） - 望月太郎
- 佐竹（刑事） - 海ー生
- 岡野史雄（岡野不動産 社長） - 茂木和範
- 鑑識 - 青柳文太郎
- 下野恭子（恵里の友人） - ひがし由貴
- 玉井（警視庁江東警察署 刑事） - 濱近高徳

第10話「凶弾！涙の逃亡者」
- 吉松弘之（大田警察署北嶺交番 巡査・マキコの同窓生） - 梶原善
- 広瀬マキコ（元モデル・覚醒剤中毒患者） - 久野真紀子
- 穂積正信（穂積プロダクション 社長） - 谷本一
- 船山（警視庁大田警察署捜査課 刑事） - 黒田眞澄
- 澤井病院 医師 - 堀越大史
- 田島（大田警察署北嶺交番 巡査） - 松永久仁彦
- 鑑識 - 賀川黒之助
- ばあさん - 久松夕子
- タバコ屋 - 上杉二美
- 中西（穂積のアリバイ証言者） - 浦野真彦

第11話「逆転トリックの女」
- 大石小夜子（パブ「シャルマン」ママ・本名「草薙志津子」） - 筒井真理子
- 河村慎二（河村不動産 社長） - 河西健司
- 片岡昌也（小夜子の知り合い） - 佐野賢一
- 中原勝（イヌイ不動産 社長・去年死亡） - 勝光徳
- 草薙久雄（不動産会社社長・志津子の夫・3年前死亡） - 加世幸市

第12話「殺人犯を愛した女」
- 神山洋一（ギャラリーオーナー） - 春田純一
- 片岡里美（キャバクラのホステス・神山の恋人） - 仁藤優子
- 奥田（ギャラリー社員） - 石栗昌彦
- 立花公平（全国指名手配中の前科3犯） - 平田康之
- 源さん（3か月前死亡） - 中島元
- 大越（競馬ノミ屋） - 浅野潤一郎

第13話「殺人鬼！母の秘密」
- 前島比呂子（会計事務所社員） - 沖直未
- 室井昭光（強盗殺人犯・忠夫の弟） - モロ師岡
- 前島陽子（伸栄小学校 児童・比呂子と昭光の娘） - 大村彩子
- 野上幸代（11年前のペンション客） - 梶三和子
- 入江勝則（昭光の仲間） - 秋山大学
- 室井忠夫（強盗殺人犯・11年前死亡） - 瀬木一将
- 中村（ペンションなかむら オーナー・4日前死亡） - 本田清澄

第14話「レイプ！涙の銃弾」
- 梅田勝彦（運送会社従業員） - 松田勝
- 吾妻 - 草薙仁
- 松田千晴

第15話「死体と寝ていた女」
- 結城久美子（スーパーのパート社員） - 中島ひろ子
- 中岡俊郎（連続宝石強盗団のリーダー） - 水上竜士
- 豊原康明（連続宝石強盗団のメンバー） - 澤山雄次
- 矢島正（連続宝石強盗団のメンバー） - 新納敏正
- 鎌田寛久（連続宝石強盗団のメンバー） - 坂田雅彦
- 村山（パチンコ店の店員） - 嶋崎伸夫
- 長瀬（クラブの店員） - 佐野和敏

第16話「銃声！涙の盲導犬」
- 溝口孝二（ホットドッグのキッチンカー店主） - 信太昌之
- 野村省司（ケイワ工業 社員） - 正城慎太郎
- 木内一郎（溝口と一緒にホットドッグ屋を経営） - 鼓太郎

第17話「強奪殺人！父の愛」
- 青木研次（北洋警備保障 社員・元警察官） - 中西良太
- 山岡昭一（経営コンサルタント） - 片桐竜次
- 青木一樹（中学生・研次の息子） - 池田貴尉
- 市川（山岡の仲間） - 平賀雅臣
- 小橋（北洋警備保障 社員） - 鈴木一功
- 河村伸一（北洋警備保障 元社員） - 加賀谷圭

第18話「殺しの罠 父娘の絆」
- 晴美（妊婦） - 前田つばさ
- 福本浩（如月運送 トラック運転手・三和自動車 元従業員） - 浅野和之
- 堀川武司（連続強盗犯） - 大島宇三郎
- 堀川真理子（武司の娘） - 石野可那
- 大沢（三和自動車 従業員） - 大佳央
- 横島貴之（葛橋運輸 トラック運転手・第一発見者） - 横溝貴之
- 根岸みゆきの友達 - 野村恵里、三津谷葉子

第19話「金融殺人 偽証の女」
- 前川みどり（ピアニスト） - 田中広子
- 木崎次郎（元暴走族・みどりの高校時代の同級生） - 芹沢礼多
- 安田雅之（クラブのマネージャー） - 三原康可
- 竹上修（金貸し） - 木村靖司

第20話「偽札殺人！母の愛」
- 安岡智子（CLUB「ROYAL」ホステス） - 可愛かずみ
- 真島史郎（真島印刷 社長） - 大河内浩
- 坂口靖（元証券マン・真島の大学時代の友達） - 重田尚彦
- 宮本（坂口の仲間） - 森川数間
- 菊地和夫（偽札作りの彫師） - 大山豊
- 安岡太一（智子の息子） - 安達心平

第21話「妻よ!! 涙の大捜査」
- 坂本（警視庁目黒西警察署 刑事） - 木場勝己
- 森永賢太郎（自称芸術家・森永芙美江の息子） - 日野陽仁
- 村上祐一（村上弁護士事務所 弁護士) - 中丸新将
- 大下陽子（村上弁護士事務所 事務員・森永芙美江の養女） - 木村多江
- 山下（警視庁目黒西警察署 刑事） - 小栗雅弘
- 三沢キクエ（青酸カリが送られてきた老婆） - 神田時枝

最終話「広域殺人！記憶喪失の女」
- 牧瀬里穂、木の実ナナ、深水三章、金田明夫、山西道広、伊藤洋三郎、長谷部香苗、清家利一、西村陽一

### PART2（1997年 - 1998年）
第1話「東京〜札幌〜小樽 愛と復讐の銃弾」
- 小沢文人 - 池内万作
- 町野富治 - 山口剛
- 水谷信行（ラーメン屋主人） - 財津一郎

第2話「復讐の婚約破棄！」
- 片桐よし子（ヘルス嬢） - 森下涼子
- 大滝誠（倉庫の管理人） - 藤田哲也（小学生：佐々木和徳）
- 矢崎敏明（インテリアデザイナー・よし子の婚約者） - 井田州彦
- 佐々木達男（医師） - 野村昇史
- 田所邦恵（占い師） - 有希九美
- 泉福之助、向井修

第3話「父を夢みた凶悪犯」
- 前田和夫（窃盗犯） - 尾藤イサオ
- 山内佐恵子（スーパーの店員・前田の同棲相手） - 石井めぐみ
- 坂巻達夫（坂巻興産 社長） - 廣田行生
- 田畑（刑事） - 田嶋基吉
- 遠藤慎二（銀行員） - 神崎智孝
- 山内公男（佐恵子の息子） - 三田怜

第4話「殺人懸賞金の女！」
- 田代康子（勝久の妻） - 大沢逸美
- 岩井（強盗） - 若松武
- 芹沢一夫（元パチンコ店の店員） - 須間一弥
- 田代勝久（居酒屋チェーンの店長） - 石田哲也
- 真実一路、三遊亭楽麻呂、伊藤高史、山崎岳大

第5話「理由なき通り魔！」
- 柳瀬一樹（通り魔強盗団4人組の1人） - 青木伸輔
- 牧野里美（柳瀬を慕っている高校生） - 渡瀬美遊
- 牧野啓子（里美の母） - 原田千枝子
- 朝倉伸二

第6話「密告殺人！娘の涙」
- 山下利幸 - 螢雪次朗
- 山下理子 - 矢沢心
- 山下里江 - 野平ゆき
- 岡島（KNU商会 社長） - 浜田晃
- 浅田修 - 工藤俊作
- 星野 - 山下真広
- 榊英雄、瀬木一将

第7話「結婚サギ殺人の女」
- 中塚茜（喫茶店「茜」オーナー） - 山口美也子
- 花井好恵（マンションの大家） - 大島蓉子
- 渡辺一夫（結婚詐欺師） - 三田村賢二
- 中塚真（茜の息子） - 関根信行
- 中村八重子（詐欺被害者） - 水野あや
- 辰野光男（弁護士） - 中根徹
- ヘッドハンター - 小野了

第8話「バスジャック！恐怖の7時間・家族の絆」
- 飯塚実（バスの運転手） - 田山涼成
- 井草孝次（バスの乗客） - 相島一之
- 大上澄子（バスの乗客） - 山下容莉枝
- 小峰知代（バスの乗客・妊娠） - 森崎めぐみ
- 松下康男（バスの乗客・暴走族） - 大谷賢治郎
- 島崎聡子（信秀の妻） - 安藤亮子
- 大上弘紀（バスの乗客・澄子の夫） - こねり翔
- 清岡信一（窃盗の前科者） - 法福法彦
- 大上達也（バスの乗客・弘紀と澄子の息子） - 森脇史登
- 島崎信秀（バスの乗客・悪徳商法） - 北見敏之
- 宮内貞和（バスの乗客・3日前に出所） - 清水宏

第9話「復讐殺人！ポケベルで呼び出された女」
- 酒田陽介（屋台のおでん屋・元鍵師） - 河原さぶ
- 遠藤まり子（中学3年生） - 加藤あい
- 上原悟（暴走族上がり） - 高岡良平
- 遠藤君江（まり子の母・高次の妻） - 千種かおる
- 岩下正一（暴走族上がり） - 北山耕治
- 遠藤高次（まり子の父） - 世古陽丸
- 田代洋二（連続金庫破りグループの一員） - 宇津木真

第10話「涙の離婚記念日 愛と憎しみの銃弾！」
- 田島弘樹（12年前の強盗殺人犯で5日前に仮出所） - ベンガル
- 小沢茂樹（パチンコ店の店員・弘樹の息子） - 佐伯太輔
- 坂本修一（逃走中の殺人犯） - 飯山弘章
- 勇（修一の息子） - 立原勇武

第11話「首都圏大パニック！不連続殺人予告の謎!?」
- 松沢則夫（松沢自動車整備工場 社長） - 小松政夫
- 松沢則夫（松沢の妻） - 児島美ゆき
- 野口隆（不動産会社社長） - エド山口
- 平林雅仁（自動車修理工） - 堀真樹、
- 横田徹（秋本と同期の元警官） - 高橋克実
- 赤沢陽介（社長） - 大林丈史
- 河西仁志（河西総合病院） - 遠藤征慈
- 村山宏治（旧英商事社長） - 小宮健吾
- 品川東署刑事 - 有福正志
- 津島令子、鶴岡修、安田洋子、浜田道彦

第12話「盲導犬は見た！殺人トリックと娘の涙」
- 島本信行（島本不動産 社長・杉浦幸恵の知り合い） - 川原和久
- 佐川康夫（高崎刑務所を脱走中の懲役囚） - 深見亮介
- 浜田（前橋中央警察署 刑事） - 吉満涼太
- 荒木（10日前まで佐川と同房だった男） - 俵木藤汰

第13話「3億円爆破殺人！いじめられた社宅の女」
- 深谷美枝（過労死した深谷の妻） - 朝加真由美
- 池下由起子（修の妻） - 田島令子
- 池下修（亜細亜化成 総務部長） - 佐々木勝彦
- 政江（主婦） - 松乃薫
- 磯部（修の部下） - 五森大輔
- 足立圭子（貞治の妻・故人） - 今井里美
- 足立貞治（亜細亜化成 元社員） - 藤岡大樹
- 前田悠衣、羽室満、しのへけい子、野村信次、山崎満

第14話「涙の婚約破棄！殺人犯に狙われ続けた女」
- 神田春子（「小料理 はる」女将） - 石野真子
- 神田幸治（春子の父） - 谷幹一
- 谷岡茂（1年前に殺人を犯した広域手配犯） - 須藤正裕
- 三島達夫（弁護士・春子の婚約者） - 浅見小四郎
- 吉原佳子（春子の高校時代からの友人） - 平野朝子

第15話「殺人懸賞金1000万要求！銭ゲバ女の涙…」
- 玉川千鶴子（露天商） - 菅井きん
- 浜田サチ（小学生・陽一の妹） - 末永遥
- 浜田陽一（強盗・元ボクサー） - 大出真也
- 池沢友行（強盗） - 桜井章
- 菊地達夫（強盗） - 島裕二
- トメ（露天商） - 服部美也子
- 小川美那子、小松正一、武田滋裕、舟田走

第16話「兵吾危機一髪!! 涙にぬれた母子手帳…」
- 木下明良（喫茶店店員・傷害で保護観察中） - 山本太郎
- 吉崎牧子（明良の母） - 茅島成美
- 山口早苗（こうゆう会病院 看護婦・明良の恋人） - 吉野真弓
- 高橋光男（連続宝石強盗グループのメンバー） - 堀勉
- 笹木（故買屋） - 伊藤哲哉
- 村松四郎（連続宝石強盗グループのメンバー） - 岩田仁吉
- 岡田正（連続宝石強盗グループのメンバー） - 千田孝康
- 飯島（喫茶店店主） - 佐野和敏
- 神田康夫（連続宝石強盗グループのメンバー） - 舘昌美
- 悟（明良の知り合い） - 桂嶋こうき

第17話「殺人時効8時間前!! 逃走した命の恩人」
- 若松清（勝山塗装店 従業員・偽名「平岡清」・指名手配中の殺人犯） - 河原崎次郎
- 本宮厚子（恵愛中央病院の入院患者・若松の実娘） - 西島愛
- 勝山（勝山塗装店 社長） - 江角英明
- 大泉（みゆきの頭に拳銃を突きつけた覚醒剤の売人） - 島村日出人
- 長嶋（そば屋） - 久木念

第18話「涙の緊急手術！凶弾に狙われた女医」
- 佐久間千春（麻布厚生病院第一外科 医師） - 一色彩子
- 石川和也（犯人の1人・志保の婚約者） - 四方堂亘
- 中沢順一（犯人の1人・志保の弟） - 岸祐二
- 琴江（美奈の祖母・有森の母） - 阿部百合子
- 堀田源治（暴力団「加瀬組」幹部） - 友金敏雄
- 有森美奈（有森と千春の娘） - 米澤史織
- 中沢志保（弘徳商事 社員・1か月前飛び降り自殺） - 真日龍子
- 有森（美奈の父・千春の元夫） - 岸本功
- 加藤久雄（弘徳商事 経理課長） - 横尾三郎

第19話「爆破0秒前!! 息子を誘拐した父親!?」
- 篠原真一（林業作業員） - 石井洋祐
- 町田（連続婦女暴行及び殺人の指名手配犯） - ヨコスカ潮也

第20話「恐怖のビルジャック!! 人質にされた妻」
- 日向義人（警視正） - 大杉漣
- 吉永隆一（太洋警備 元警備員） - 伊藤洋三郎
- 吉永小枝子（隆一の妻） - 佳山まりほ
- 前島孝男（5年前の強盗犯・2か月前に出所） - 木村波彦
- 藤本（冒頭の指名手配犯） - 剛州
- 磯村健一（5年前の強盗犯・3週間前に出所） - 鈴木隆彦

第21話「涙の緊急手配！改造拳銃を買った女」
- 安藤よし子（バー「千早」ホステス） - 戸川京子
- 佐伯智明（会社員・秋本の高校時代のラグビー部の先輩） - 佐戸井けん太
- 清水敏夫（焼き肉屋の店員） - 遠山俊也
- 堀田（デザイナー・よし子の愛人） - 正城慎太郎
- 吉川悟（フリーター） - 小磯勝弥
- 金森（山下を撃った男） - 又野彰夫
- 山下勉（カラオケ屋の店長） - 千葉裕

第22話「復讐の爆破殺人！お父さんと呼ばれる日」
- 大谷正明（3年前の強盗未遂犯・3か月前に出所） - 渕野直幸
- 島村英一（3年前の強盗未遂犯） - 川上泳
- 中西実（3年前の強盗未遂犯） - 道又隆成
- 福田勝（不動産会社社長） - 荻原賢三
- 中村（藤川採石場の作業員） - 尾山芳明
- 関口俊二（冒頭の連続強盗犯） - 稲宮誠
- のりこ（関口の恋人） - 速水悠乃

最終話「東京〜那覇〜渡嘉敷島 愛と死の復讐殺人！」
- 大谷信行（小石川警察署 警部補） - 石橋蓮司
- 田野倉始 - 甲本雅裕
- 谷川茂 - 藤東勤
- 沢田（沢田海運 社長） - 北村総一朗
- 大谷加奈子（大谷の妻） - 松原智恵子
- 倉崎青児、鈴木佳、賀川黒之助、まいど豊、山上賢治

### PART3（1998年 - 1999年）
第1話「東京湾爆破1秒前!! 炎に消された女」
- 古屋暢一、前田淳、木村理恵、坂田雅信、渡辺いっけい

第2話「強奪された花嫁！二人の父の哀しい秘密」
- 竹内良明（元刑事・尚美の養父） - 石田太郎
- 竹内尚美（新婦） - 田中有紀美
- 上村正弘（新郎・会社員） - 京晋佑
- 上村大作（参議院議員・正弘の父） - 小林勝彦
- 高野五郎（誘拐犯グループのメンバー） - 羽室満
- 鍋島（新婦側の出席者） - 山野史人
- 佐山（新郎側の出席者） - 影山英俊
- 貴子（孝一の内縁の妻・尚美の母・病死） - 吉田はるみ
- 篠宮雅和（誘拐犯グループのメンバー） - 漆山弘志
- 宮下孝一（誘拐犯グループの主犯・尚美の実父） - 橋本功
- 古郡雅浩

第3話「愛と復讐の逃亡者！生まれくる命のために」
- 久保田和夫（ワキタ産業勝島倉庫 従業員） - 斉藤陽一郎
- 本木（警視庁薬物対策課 警部） - 小木茂光
- 島崎ゆかり（和夫の同棲相手・妊婦） - 粟田麗
- 久保田宏明（和夫の兄・半年前に肺炎で獄中死） - 長倉大介
- 田所陽介（金髪の男） - 鶴見享司
- 大島（警視庁麻薬課 刑事） - 工藤順矢

第4話「女系家族の復讐！消えた逃走車の謎」
- 小村タツノ（エースファイナンス 会長・清美の母） - 佐々木すみ江
- 安藤真弓（清美の娘） - 前田亜季
- 安藤裕一（エースファイナンス 社長・清美と結婚し真弓の義父になる） - 佐藤仁哉
- 篠崎（タツノの秘書） - 中村方隆
- 川村（警察官） - 町田真一
- 安藤清美（1年前ボートが転覆し死亡） - 辻千春
- 北原洋子（裕一の愛人） - 中谷果夏

第5話「殺人教師!? 残された涙のメッセージ…」
- 北村（高校教師） - 木場勝己
- 阪本浩之
- 大崎 - 石橋けい
- 中倉健太朗
- 坂本 - 市川勇
- 水島新太郎、江端英久、和田周、三川雄三、武川修三、佐野珠美、岩田清、尾山ほうめい、唐丸、小林正善、藤田浩史、松山清治、津本康雅、荒川仁彦、柳佐智夫、原功一、中村美里、瀬戸千春、石垣綾子、松山慎司

第6話「涙の銃弾！父を知らない娘のために…」
- 高岩俊樹（弁護士・千晶の父） - 寺泉憲
- 有馬千恵子（エース運輸 運転手・千晶の母） - 海野けい子
- 野末明（橋口と真壁の友人） - 八嶋智人
- 橋口修（信金強盗） - 柳野幸成
- 真壁伸一（信金強盗） - 小山弘訓
- 原佳織（西和信用金庫 窓口担当） - 青山香那
- 有馬千晶（射殺された小学生） - 田島穂奈美
- 田口主将、永田耕一

第7話「身代わりの女！銃口を向けられて…」
- 星野修（則子の婚約者） - 嶋大輔
- 安岡昇（興和銀行蔵前支店 行員） - 大河内浩
- 岡沢百合子（興和銀行蔵前支店 元行員） - 鈴木奈穂
- 白山実（興和銀行蔵前支店 行員） - 大城英司
- 檜垣芳夫（警視庁墨田西警察署吾妻橋交番 巡査） - 山下和敏
- 生田則子（興和銀行蔵前支店 行員・10日前自殺） - 麻田かおり
- 黒川（興和銀行蔵前支店 支店長） - 遠藤剛

第8話「恐怖の銀行ジャック！哀しき父の叫び」
- 水木吾郎（銀行ジャック・優太の父） - 深水三章
- 黒川（帝徳大学附属中学校 校長） - 清水章吾
- 加納百合子（水木の元妻・優太の母） - 水木薫
- 神田義幸（帝徳大学附属中学校3年5組 担任） - 小松正一
- 蛭間（帝徳大学附属中学校 教頭） - 市川勉
- 大友拓也（帝徳大学附属中学校3年5組 生徒） - 富田樹央
- キモサベポン太

第9話「凶弾の記憶喪失！男と女、涙の逃避行…」
- 小池まどか（銀行強盗） - 水島かおり
- 梅田五郎（小池まどかの恋人） - 中根徹
- 井上昇（銀行強盗） - 工藤俊作
- 川村（警視庁奥多摩北警察署 刑事） - 谷村好一

第10話「復讐のリストラ殺人！父と子の悲しい絆」
- 浜島誠一（興洋産業 元人事課長） - 下條アトム
- 浜島太郎（中学1年生・誠一の息子） - いしいすぐる
- 高橋英二（興洋産業 元社員） - 信実一徳
- 長瀬賢太郎（興洋産業 元社長） - 伊藤正博
- 吉原進（興洋産業 元専務） - 若尾義昭
- 前田洋子（仁の妻） - 原田千枝子
- 前田仁（興洋産業 元営業課長） - 福島勝美

第11話「取調室の女！完全犯罪のトリックを暴け」
- 前園真一（リブコーポレーション 常務・加奈江の夫） - 萩原流行
- 添島（検事） - 大出俊
- 麻雀屋の店長 - 粟津號
- 由加里（看護婦・6年前自殺） - 朱門みず穂
- 前園加奈江（リブコーポレーション 社長） - 長谷部香苗
- 岩井（リブコーポレーション 専務） - 西美子

第12話「日本横断・涙の大誘拐!! 雪のアルペンルートを追え！」
- 佐竹勝 - 安達心平
- いしのようこ、阪上和子、友金敏雄、宮下敬夫、原田清人、海一生、芹沢新、中吉卓郎、佐藤和男、西田有希、大塚洋、鎌田功、佐藤法義、鈴木信明、藤本学、神山繁

第13話「裏切りの強奪殺人！犯罪者を愛した刑事!?」
- 河合和雄（パチンコ店の強盗犯・美智代の兄） - 金井茂
- 石田美智代（聖心堂病院の白血病患者・今村愛子の友人） - 海真澄
- 山形繁（パチンコ店の強盗犯・龍神組 元組員） - 長岡尚彦
- 草野清志（パチンコ店の強盗犯） - 宮崎光倫

第14話「衝撃の愛憎殺人！樹海に捨てられた女」
- 岡本早苗（斗南産業 社長秘書） - 森下涼子
- 坂口修平（元レストランのウェイター） - 大沢一起
- 田島勇作（斗南産業 社長） - 矢島俊作
- （斗南産業 専務） - 関川慎二
- 青木（刑事） - 鶴田東
- 田島真知子（勇作の妻） - 沖直未

第15話「復讐の警官殺人魔！妻が残した涙の手紙」
- 奥田弥生（克彦の娘） - 古川理科
- 奥田克彦（警視庁渋谷東警察署刑事課 警部補） - 清水宏
- 中根一也（バイクショップ店員・最近刑務所を出所） - 伊方勝
- 野村（パトロール中の巡査） - 清家利一

第16話「広域VS本庁！涙の捜査・撃たれた婚約者」
- 伊達文彦（警視庁捜査一課 刑事） - 小沢仁志
- 佐伯信夫（ライブハウス「ハント」店長） - 信太昌之
- 小泉直子（パン屋店員・伊達の婚約者） - 藤沢みずえ
- 源田（銃の売人・通称「源」） - 吉江芳成
- 藤代（連続強盗団のメンバー） - 中村和彦
- 小泉勝男（直子の父） - 大林隆之介
- 小泉良子（勝男の妻・直子の母） - 来路史圃
- 益田てつ

第17話「兵吾と玲子〜非情の運命！盗撮された妻」
- 大鷹明良、神野三鈴、中山美里、小栗雄介、山口美砂樹、福田寛、埴岡由紀子、加藤岳史、菊池隆志、菊竹桃香

第18話「兵吾と玲子〜離婚の理由と許されぬ愛…」
- 菅田俊、坂田雅彦、大鷹明良、神野三鈴、内川裕治、小寺大介、児玉頼信、久保田真紀、菊竹桃香

第19話「2月17日の恐怖！命を賭けた殺人ゲーム」
- 島岡洋平 - 水橋研二
- 三上大和、江角英明、御道由紀子、川野みゆき、俵木藤太、岩手太郎、蔵内秀樹、林田直樹、田中力、山本愛星、婆娑羅天明、後藤俊明、伊藤史仁、松井達也、杉本るう、永嶋美佐子

第20話「涙の千羽鶴！愛憎殺人・黄色タオルの謎」
- 本宮加奈江（伸彦の妻・荻村の娘） - 風見野枝
- 本宮伸彦（大日本貿易 社長） - 草薙仁
- 三上早苗（屋台のラーメン屋） - 松本じゅん
- 井上祐司（荻村の詐欺の片棒） - 永野典勝
- 荻村彰浩（指名手配犯） - 金子之男

第21話「恐怖のストーカー殺人！声なき少女の涙」
- 橋本里香（幼稚園教諭） - 三浦理恵子
- 川村 - 近江谷太朗
- 前島（強盗犯） - 佐藤裕
- 麻衣ちゃんのお父さん - 朝倉伸二
- 麻衣（幼稚園児） - 八武崎碧（現：悠木碧）
- 真琴、山本麻利央、黒木宣彦、内藤英夫、犬飼めぐみ、大平恭子、清水武子、浅野悦子、花井義典、春山幹介

第22話「悲しみの殺人目撃証言！10年待った女」
- 相馬義雄（失業者・傷害の前科者） - 河原さぶ
- 新庄聡子（美容師） - 八木小織
- 田所洋介（日南商事 社長） - 影山英俊
- 相馬（義雄の娘・明後日結婚式） - 古屋かおり

第23話「ノンストップ3時間 愛と友情の大追跡!!」
- 北山正晴（アズサ運送 運転手・7年前に西崎に逮捕された前科者） - 米山善吉
- 黒木（現金輸送車襲撃犯のメンバー・正晴の刑務所仲間） - 森聖二
- 橋本（現金輸送車襲撃犯のメンバー） - ヨコスカ潮也
- 吉川（現金輸送車襲撃犯のメンバー） - 藤本学
- 北山和子（正晴の元妻） - 二階堂美由紀
- 北山陽一（正晴と和子の息子） - 大澤佑介

最終話「東京－小樽－敦賀 涙の日本海殺人ルート！」
- 持田真樹、螢雪次朗
- 圭祐 - 森廉
- 須藤正裕、長倉大介、若松俊秀、西村大介、新田亮、青木卓司、井上夏葉、藤田宗久、長克巳、古郡雅浩、森澤早苗、岡崎愛、川井康弘、各務立基、塩原文基、阿部智枝香、永井正浩、滝とも子、秋山貴史、加藤貴志、辻一美、 坂口徹、郷戸陽子、野村玲江。方言指導…川島じん、村上眞理子、羽場裕一

### PART4（1999年 - 2000年）
第1話「東京〜函館 謎の連続殺人！ついに訪れた告白の瞬間!?」
- 新庄豊 - 西村和彦
- 広瀬謙造 - 前田吟
- 丸久美子、大林丈史

第2話「愛と哀しみの殺意 告白が変えた2人の関係！」
- 加藤孝明 - 石丸謙二郎
- 加藤真美 - 大野麻耶
- 草川祐馬、羽田田共持

第3話「愛と涙の追跡!! 一発の銃弾に命を賭けて」
- 奥田猛（元ヤクザ） - 曽根英樹
- 柿田（警視庁西新宿警察署 警部） - 中丸新将
- 桜井葉子（花屋「バストーン」店員・猛の恋人） - 野中りえ
- 若村（警視庁西新宿警察署 刑事） - 八巻建弐
- 高橋修（連続宝石強盗団） - 海老原敬介
- 奥田たえ（猛の母・5年前死亡） - 森康子

第4話「魔の殺人トリック！狙われた女キャリア」
- 四宮香織（ファイン化粧品宣伝室 室長・町田の婚約者） - 五十嵐いづみ
- 町田洋介（総合広告代理店「AD SUPPLY」部長） - 黒田アーサー
- 吉原進（商社マン） - ルー大柴
- 進藤悦子（総都生命調査室 室長補佐） - 高森由里子

第5話「哀しき殺人メール！涙の叫びは届くのか」
- 小野塚重明（関東工科大学 大学院生） - 堀真樹
- 大嶋潤一（樹脂加工会社社長） - 日野陽仁

第6話「逃走した殺人刑事!? 娘に賭けた命と涙…」
- 松坂治彦（警視庁大久保警察署 警部） - 新克利
- 倉橋修（パチンコ景品交換所強盗事件の犯人） - 中山弟吾朗
- 田畑康彦（パチンコ景品交換所強盗事件の犯人） - 渡邊稔久
- 深山慎二（パチンコ景品交換所強盗事件の犯人） - 宗井慎司
- 松坂久美子（大学4年生・治彦の娘） - 安井祐子

第7話「涙の広域大捜査網！父として娘として…」
- 田代浩三（田代モータース 社長） - 中西良太
- 田代ゆかり（高校1年生・浩三の娘） - 山口あゆみ（4歳：伊倉愛美）
- 三沢真一（光洋生命目黒営業所営業課 社員） - 田中優樹
- 安岡（田代モータース 元従業員） - 篠原さとし
- 島田（東洋フード 社員） - 附田政信
- 高橋純一（巡査） - 江戸松徹
- 太田（巡査） - 松田章
- 吉川（指名手配犯） - 岡田良治
- 吉川房江（清掃員・吉川の母） - 恩田恵美子
- 田代（浩三の妻・春に死亡） - 田中伊吹

第8話「身代金と消えた刑事！秘められた女の事情」
- 加茂里美 - 中原果南
- 荒井 - 伊藤洋三郎
- 池田政典、岡田祐一、飯島大介、坂西良太、岡部務

第9話「妻に捧げる涙の殺人 置き去りにされた娘」
- 小笠原達也（娘を置き去りにした男） - 榊原利彦
- 堀江拓郎（プールバー「グレース」店員） - 大島信一
- 羽田正明（プールバー「グレース」店員） - 外川貴博
- 吉田順二（パチンコ店の店員） - 本田剛四郎
- 佐竹勝久（スナック「コバルト」店員） - 板垣宏一
- 利根聡子（スナックのママ） - 城野みさ

第10話「疑惑の強盗爆弾犯!? 兵吾の過去を知る男」
- 滝川周平（元刑事） - 石立鉄男
- 能条隆行（経営コンサルタント会社社長） - 浅野和之
- 能条清美（隆行の妻） - 中上ちか
- 吉崎（居酒屋店主） - 堀勉
- 木村繁（強盗犯の1人） - 城春樹
- 南田啓吾（南田商事 社長） - 松澤仁晶

第11話「死なないで兵吾君!! 聖夜に響く娘の叫び」
- 北崎公平 - ヒロミ
- 高柳真紀子 - 朝加真由美
- 岡野祐介 - 冨家規政
- エド山口、大河内浩、佳田昤奈、近藤敦

第12話「広域ジャック8時間！リベンジ！涙の告発」
- 小菅征典（警視庁大田警察署地域課 巡査） - 甲本雅裕
- 大森秀和（警視庁防犯部部長） - 浜田晃
- 梶原博之（警視庁大田警察署刑事課 課長） - 番哲也
- 黒岩隆一（暴力団「龍神会」組長） - 辰馬伸
- 江口浩二（スナック「レクイエム」マスター） - 島村日出人
- 野沢哲夫（スナック「レクイエム」店員・暴力団「龍神会」元組員・1か月前死亡） - 岡安泰樹
- 野沢美香子（哲夫の妻） - 沢木麻美

第13話「追跡！涙の拳銃密売 愛が殺意に変わる時…」
- 栗山敬一（タクシー運転手） - 江藤潤
- 栗山茂幸（大学生・敬一の息子） - 白石朋也
- 田辺昭彦（大学生） - 田邊晋太郎
- 原田理恵（パチンコ店員・茂幸の恋人） - 直瀬遥歩
- 笠原紳司

第14話「悲しき冬の殺人者！小犬と涙と女弁護士」
- 津島小枝子（弁護士） - 大寶智子
- 岩田和明（トライアルビジョン 専務） - 黒田眞澄
- 池上雅信（トライアルビジョン 社長） - 友金敏雄
- 小川卓也（博樹の父） - 和田周
- 倉沢良一（倉沢運送 社長・小枝子の弟） - 清水伸
- 吉本（トライアルビジョン 社員） - 中島栄治郎
- 小川博樹（ビルから転落死） - 福田寛

第15話「危険なくちびるの罠！哀しみの殺人目撃者」
- 永井淳（小学生） - 東海孝之助
- 中村厚子（友文の妻・淳の叔母） - 山下容莉枝
- 中村友文（失業者） - 大高洋夫
- 伊沢義弘（カプセルホテルのオーナー） - 後藤ひろゆき
- 藤倉久男（静岡県警静岡東警察署 巡査部長） - 青木卓司
- 松永（静岡県警静岡東警察署 刑事） - 濱田和幸

第16話「涙を凍らせた殺人者 運命の青いカクテル」
- 佐久間渉 - 並川孝太
- 室伏勝人 - 峰岸徹
- 馬場一樹、小川信行、浅間洋志

第17話「男と女…哀しき再会 25年目の冬の銃弾！」
- 藤村公一（国会議員候補・本名「島本雄二」） - 石田太郎
- 奥沢雅恵（炉端焼屋の女将・本名「明美」） - 渚まゆみ
- 若林孝子（炉端焼屋の店員・瑛二の婚約者） - 小高恵美
- 奥沢瑛二（炉端焼屋の店員・雅恵の息子） - 佐伯太輔
- 岡田（元刑事） - 江藤漢
- 宮下（所轄刑事） - 濱近高徳
- 島ひろ子

第18話「恋する刑事の純情…銃弾の雨に賭けた命」
- 大垣芳春（山浦印刷 従業員） - 前原一輝
- 山浦（山浦印刷 社長） - 妹尾正文
- 竹之内哲也（秀俊の遊び仲間・今村愛子の昔の仲間） - 田付貴彦
- 片平秀俊（パチンコ店の景品交換所の強盗犯） - 内田大介
- 片平清二（パチンコ店の景品交換所の強盗犯・秀俊の弟） - 安達大介
- 桑田勝弘（パチンコ店の景品交換所の強盗犯） - 登川義一

第19話「初恋の人は殺人犯!? 哀しきOL連続殺人」
- 関川啓祐（吾妻総合病院 医師・洋子の兄・山口さくらの初恋相手） - 立川政市
- 川越恵美（東亜堂商事 元社員・旧姓「黛」） - 原久美子
- 尾崎琢磨（寿司屋「寿司幸」店員・洋子の恋人） - 根岸大介
- 安西（東亜堂商事 社員） - 滝雅人
- 関川洋子（東亜堂商事 社員・1か月前自殺） - 椎名久美子

第20話「涙と執念の単独捜査 罠にはまった女達！」
- 田島武司 - 大柴邦彦
- 神宮署刑事 - 影丸茂樹
- 滝口 - 小川輝晃
- 菊池隆則、水沢有美、木村栄

第21話「ネット殺人を暴け!! 真実と嘘のセクハラ」
- 宮坂智也（上智大学理学部 4年生） - 草野康太
- 川原千鶴（就職活動中の女性） - 西尾まり
- 岩塚道子（元雄の妻） - 田村順子
- 岩塚緑（高校2年生・元雄と道子の娘） - 大野紋香
- 岩塚元雄（三倉商事 人事部長） - 門田俊
- 山下（元雄が3人組に襲われているのを目撃した男性） - 古郡雅浩
- 森田（JJファイナンス 社員） - 須賀友之
- 三谷（三倉商事 受付） - 西岡ちあき

第22話「留置場に入った兵吾 恋するサギ師の涙！」
- 霧島律子（公介の妻） - 結城しのぶ
- 金谷剛（ダイヤモンド金融 社長） - 森下哲夫
- 氏家哲郎（氏家興業 社長） - 鶴岡修
- 霧島公介（弁護士・袴田正義の友人） - 深山義夫
- 山崎（氏家興業 社員） - 内田恵司
- 和田圭市、高月忠、ドン貫太郎

第23話「傷ついた娘、ら致された母 そして離婚の真相…」
- 吉岡泰造 - 山本學
- 梨本謙次郎、菊池健一郎、阪上和子、円城寺あや

最終話「ありがとうみゆき 君に会えてよかった…父が残した涙の遺書 爆弾の雨と死の商人!!」
- 野々宮梓 - 黒田福美
- 溝口（刑事） - 神保悟志
- 中原丈雄、阿南健治、工藤俊作

### PART5（2000年 - 2001年）
第1話「リミットは48時間!! 東京-台北、涙の国際捜査」
- 重松（養護施設の専務理事） - 山本圭
- 重松久美子（重松の娘） - 菊池麻衣子
- 出島（元暴力団員） - おさる
- 孝志 - 遠藤雄弥
- 深水三章、魏涼子、野依康夫

第2話「拳銃を撃たせた女！父、娘の留学に悩む」
- 矢沢順子（銀行員） - 安永亜衣
- 坂口 - 山口剛
- 岡本（銀行支店長） - 浅沼晋平
- 吉原（改造拳銃マニア） - 剛州
- 浅野和之

第3話「912名の人質!! 娘が残した5つの約束…」
- 本山伸司（郵便局の襲撃犯） - 俵木藤汰
- 川崎里美（芝原団地5号棟406号室の入居者） - 春木みさよ
- 宮前達枝（芝原団地3号棟404号室の入居者） - 町田博子
- 宮前政志（達枝の息子） - 倉崎青児
- 関根俊之（芝原団地5号棟502号室の入居者） - 堀勉
- 酒井誠司（郵便局の襲撃犯） - 松浦隆
- 安西えみ（芝原団地3号棟303号室の入居者） - 二階堂美由紀
- 安西けいた（えみの息子） - 立原勇武

第4話「17歳の反抗と逃亡 娘が去った父と母…」
- 悟（高校生） - 高橋一生
- 上原恵理香 - 中丸シオン
- 石井（悟の友人） - 片山雅彦
- 岸博之、曽川留三子、脇知弘

第5話「ミュールの女と刑事！愛と友情の間で…」
- 祥子（前科者） - 遊井亮子
- 内田（祥子の昔の仲間） - 西岡竜一朗
- アキラ - 信永隆文
- ケン - 原慎一郎

第6話「被害者遺族の凶弾!! 娘から届いたビデオ」
- 播磨（大森東警察署 刑事） - 田山涼成
- 家坂（被害者の夫） - 緒形幹太
- 伊藤洋三郎、田中智也

第7話「死ぬな秋本!! 男の涙と意地・最後の闘い」
- 矢野（好美の夫） - 永倉大輔
- 矢野好美 - 川端良香
- 新藤（麻薬密売グループ関係者） - 伊達駿太郎
- 神崎（前科者） - 吉水孝宏
- 石山雄大

第8話「その男、犯人と交渉するにあたり…！」
- 長谷川保（日武精機 人事部長） - 斉藤洋介
- 長谷川紀子（保の娘） - 橋爪しのぶ
- 副島重昭（日武精機 専務） - 野上正義
- 森岡正明（雑誌記者） - 六角精児
- 小島基之（日武精機 元社員） - 門田俊
- 川淵大介（川淵経営コンサルタント 社長） - 亀石征一郎

第9話「銃弾の雨と一億円と水びたしにされた女」
- 椎名隆志（銀行強盗・植田鉄工所 元従業員） - 野村祐人
- 三崎真理子（隆志の元恋人） - 林美穂
- 植田和義（銀行強盗・植田鉄工所 元社長） - 諏訪太朗
- 北沢俊作（銀行強盗・植田鉄工所 元従業員） - 桂木宣
- 三崎（真理子の父） - 長谷川哲夫
- 三崎（真理子の母） - 塚田若乃
- 芝倉（明和信用金庫椎名町支店 支店長） - 諏訪部仁

第10話「誘拐トリックの誤算 夫のDV・妻の不倫」
- 清島美奈（英二の妻・拓海の母） - 戸川京子
- 山崎隆弘（会社員・健太の父） - ひかる一平
- 清島英二（IT関連の会社経営者・拓海の父） - 坂西良太
- 山崎里子（隆弘の妻・健太の母） - 広岡由里子
- 岡林裕人（誘拐犯・日進アカデミー 元講師） - 二橋進
- 清水（誘拐犯） - 梨本浩一
- 清島拓海（小学生） - 松村凌
- 山崎健太（小学生） - 宮本聖也

第11話「死者が仕掛けた爆弾 涙のタイムリミット」
- 吉野瞳（小暮春樹の彼女） - 建みさと
- 宗像隆（共栄理科大学 学生・小暮春樹の友人・宗像和雄の弟） - 藤田哲也
- 阿久津秀一郎（代議士） - 佐々木敏
- 阿久津博之（秀一郎の息子） - 小山裕達

第12話「今世紀最大の事件発生!! テロ組織VS広域」
- 国武（テロリスト） - 神田正輝
- 源（テロリスト） - 金児憲史
- 明日香（テロリスト） - 谷口智
- 浜田晃、権藤俊輔

第13話「涙の狙撃犯!! 悪女を守る男達」
- 平田春男（SP） - 舞の海秀平
- 香坂洋二（光雄の息子・詩子の元秘書） - 村井克行
- 平田成美（光雄の娘・洋二の妹・春男の妻） - 中村綾
- 岩下（SP） - 佐戸井けん太
- 香坂光雄（原島泰造の運転手） - 奥村公延
- 原島詩子（建設大臣・原島泰造の娘） - 根岸季衣

第14話「母と息子、哀しみの再会…涙の親子時計」
- ヒカル（前科者・本名「横江光彦」） - 山本圭壱（極楽とんぼ）
- 加奈子（事件の目撃者） - 沢木麻美
- 小夜子（加奈子の母） - 音無美紀子
- 軍司眞人、中谷隆信、エド山口、井上尚子

第15話「ピッキング殺人の謎 結婚したい女の意地」
- 大森安子（女性警察官） - 清水ミチコ
- 大森健太郎（安子の弟） - 伊崎充則
- 須永（ピッキング犯） - 西村大介
- 宮崎達也、嶋崎伸夫、五月晴子、蔵内秀樹

第16話「婚約指輪と涙の取調室！逃走した人質!?」
- 三好夏子（宝飾店「ツインスター」店員） - 遠藤久美子（10歳：三村ゆうな）
- 相馬弘人（宝飾店の強盗犯） - 水橋研二（少年期：内藤大希）
- 安達祐平（宝飾店「ツインスター」店長） - 中根徹
- 岡本常一（宝飾店の強盗犯） - 大島信一

第17話「冬の海と35年目の恋 殺意の偽装トリック」
- 吉川杏子（菅野病院 看護師・深見の元妻・杉浦の高校時代の同級生） - 松原智恵子（高校生：桑野東萌）
- 伊丹隆司（証言者） - 飯山弘章
- 吉川麻里（中学生・深見と杏子の娘） - 藤原ひとみ
- 深見昭二（ひったくりグループのメンバー） - 志賀圭二郎
- 藤原（ひったくりグループのメンバー） - 横溝貴之
- 多治見（ひったくりグループのメンバー） - 藤田健次郎
- 美代子（菅野病院 看護師） - 山下ユキ
- 石橋（スナックのマスター） - 伊藤哲哉

第18話「殺意の限界！妻に捧げる涙の離婚届…」
- 脇坂康平（炭火焙煎珈琲「レイドバック」店主） - 藤村俊二
- 脇坂キミエ（康平の妻） - 草村礼子
- 郡司初男（オリーブ共済 理事長） - 左右田一平
- 太刀川峰子（太刀川秀則の母） - 坂井寿美江
- 畑山由美子（畑山宏の娘） - 高原舞華
- 熊谷（郡司の秘書） - 津村和幸

第19話「身代金を運ぶサギ師 涙の大芝居」
- 盛山英一（「インダス・エレクトリック」社長） - 佐々木勝彦
- 松原仁（袴田正義の甥） - 上條誠
- 菅原（「インダス・エレクトリック」重役） - 大矢兼臣
- 垣内（「インダス・エレクトリック」重役） - 谷本一
- 楢崎克次（誘拐犯グループのメンバー・誘拐現場を目撃した仁を連れ去る） - 梅田凡乃
- 岩沼（誘拐犯グループのメンバー） - ヨコスカ潮也
- 新田治彦（盛山の秘書） - 鈴木信明

第20話「哀しき命令無視!! 愛した父は戻らない…」
- 五十嵐健太（強盗事件の犯人・満の息子） - 福薗由布樹
- 沢村武（強盗事件の犯人） - 斉藤文太
- 坪井信行（強盗事件の犯人） - 垂澤和成
- 五十嵐早苗（満の妹） - 山本ふじこ
- 五十嵐満（刑事・14年前殉職） - 斎藤あきら

第21話「兵吾と玲子が仲人!? 花嫁を狙う死の嫉妬」
- 松川紀代美（工藤愛子の友人） - 星野有香
- 金森園枝（晴伸の妻・元ホステス） - 筒井真理子
- 畑中登志子（施設の先生） - 阪上和子
- 金森晴伸（資産家） - 大林隆之介
- 荒瀬順也（元暴力団員） - 矢田政伸
- 稲葉卓郎（指名手配中の犯人） - 扇田賢
- 野沢（結婚式場のスタッフ） - 小柳友貴美

第22話「3つの顔の女スリ!? 復讐の指先」
- ミチル（薫の姉） - 室井滋
- 須崎（スザキデジネット 社長） - 神保悟志
- マリア - 栗田梨子
- 石井康太、小牧かやの、樋渡真司、須磨史衣、小川摩起、小倉敏博

第23話「愛する娘が目撃者…狙われた涙のステージ！」
- 黒川（暴力団「黒川恒星会」会長） - 鶴田忍
- 花岡千里（講演の依頼主） - 築山万有美
- 田付貴彦、大木正司、恩田恵美子、清家利一

最終話「涙の再会…娘へ父の最後の言葉！東京−長崎 九十九島に秘められた悲しき過去…」
- 藤森剛三（不動産会社会長） - 蟹江敬三
- 藤森千夏（剛三の娘） - 中江有里
- 達郎（千夏の恋人） - 小林正寛
- 藤森公男（不動産会社社長・剛三の息子） - 草薙仁
- 石垣（不動産会社専務・剛三の部下） - 小野寺昭

### PART6（2001年 - 2002年）
第1話「恋人たちの復讐…!! 大パニック！涙の叫び」
- 仁美（裕太の高校時代の同級生） - 細川直美
- 早川裕太 - 河相我聞
- 松井（不良グループのリーダー格） - 松田洋治
- 早川貞夫（裕太の父） - 森本レオ

第2話「娘の彼は父の部下!? 恋の秘密が始まった」
- 山木俊之（焼き鳥屋「鳥芳」店主） - 布川敏和
- 宮地秀雄（警視庁捜査三課 主任） - 石丸謙二郎
- 長野美智子（焼き鳥屋「鳥芳」店員） - 佳田玲奈
- 原田（警視庁捜査三課 刑事） - 大塚よしたか
- 坂井美穂（久保の恋人） - 大葉ふゆ
- 山内（冒頭の犯人） - 江戸松徹
- 久保純也（三谷デパート 社員） - 高原知秀

第3話「母娘の恋？父が気づかぬ別れの予感…!!」
- 早智子 - 片岡礼子
- 飯野（刑事） - 国枝量平
- 小原雅人

第4話「爆走！追跡リベンジ 元妻の再婚宣言…!?」
- 渋谷慧（運送会社「渋谷通運」の御曹司） - 斉藤陽一郎
- 石本あかり（北野孝太郎の婚約者） - 西尾まり

第5話「2人の男が娘の悩み 浮気の監視トリック」
- 榊原孝雄（洋子の夫） - 宮川一朗太
- 弘美 - 天田貴子
- 紀子（OL） - 宮沢美保
- 田中龍

第6話「泣かない女の殺意!! 写真誌が狙う人妻…」
- 小橋芳江（勉の妻） - いしのようこ
- 山岡雄二（光洋銀行本店融資企画部 行員） - 神保悟志
- 小橋勉（光洋銀行本店融資企画部 係長） - 池田政典
- 佐嶋（フリーカメラマン） - 新納敏正
- 大沢（光洋銀行 専務） - 阿部六郎
- 安田（芳江の母） - 東美江
- のぞみ（芳江とヤクザの娘） - 永嶌花音

第7話「兵吾出廷す!? 引き裂かれた元夫婦の絆…」
- 宇津見（前科者） - 仁科貴
- 染谷（宇津見の元同僚） - 斉藤暁
- 池内（参事官） - 河西健司
- 萌美（弁護士） - 水沢螢
- 宇津見啓子（宇津見の妻） - 三浦早苗
- なすび、斉藤歩

第8話「復讐の銃弾！夫婦の幸せを奪う記憶喪失」
- 松島栄子（松島の妻） - 沖直未
- 中尾（典子の父） - 中丸新将
- 松島（工場勤務） - 菅原大吉

第9話「娘よ、君と暮したい 残された凶器の謎!!」
- ト字たかお、太地琴恵、板場真二、山形透

第10話「涙の医療ミス殺人!! 父と娘の危険な同居」
- 赤城浩一（赤城サイクル店 店主・里子の夫） - 中西良太
- 松浪誠司（松浪啓聖会病院 院長） - 中山仁
- 赤城強志（浩一と里子の息子） - 高橋一生
- 松浪幸代（誠司の妻） - 宇津宮雅代
- 江口尚子（松浪啓聖会病院 看護婦） - 寺田千穂
- 田口（松浪啓聖会病院 入院患者） - 花原照子
- 筒井茂実（松浪家の運転手） - 武川修三

第11話「危機一髪!! 銃弾の雨と命を賭けた刑事!!」
- 理恵（元ホステス） - 渋谷琴乃
- 浩司（理恵の弟） - 石川伸一郎
- 平井賢治

第12話「サンタからの脅迫状 狙われた広域隊！」
- 寺田悦子（高見兵吾の元同僚刑事の妻） - 美保純
- 岩倉（暴力団会長） - 石田太郎
- 寺田哲夫（寺田の弟） - 冨家規政
- 田代幹夫 - 稲宮誠
- 清水章吾

第13話「リミットまで走れ!! 離婚夫婦の罪と罰…」
- 岡崎冴子（立てこもり犯） - 深浦加奈子
- 菅原則夫（金塊強奪犯のメンバー・冴子の元夫） - 大河内浩
- 菅原隆（則夫と冴子の息子・6年前自殺） - 下嶋兄
- 島田和美（金塊強奪犯のメンバー） - 石橋祐
- 大沢郁夫（金塊強奪犯のメンバー） - 田﨑敏路
- 原（警視庁大久保警察署 刑事） - 三上哲

第14話「殺人者は誰だ!! 絶望からはい上がる女…」
- 松本健作（磯村倉庫 警備員） - 小木茂光
- 藤井静江（仁の妻） - 森下涼子
- 磯村由忠（暴力団「青竜会」幹部・磯村倉庫 社長） - 片岡弘貴
- 藤井仁（海王貿易食品輸入部 主任） - 佐藤裕
- 野田（暴力団「戸上興業」幹部） - 吉中六

第15話「女達の取調室！秘められた純愛」
- 中居克子（かもめ生命 保険外交員） - 柴田理恵
- 三宅拓也（前科者・永沼の高校時代の後輩） - 近藤芳正
- 藤崎益美（克子の元同僚） - 歌川椎子
- 永沼博行（2億円詐欺事件の犯人の1人） - 富田晃介

第16話「子連れ女刑事の暴走 消えた弾丸」
- 南雲郁美（福島県警捜査二課 主任・警部補） - 戸田恵子
- 佐賀原昌夫（教育メディア総合センター 理事長） - 佐々木勝彦
- 鮫島恭一（警視庁捜査二課 主任・8年前死亡） - 大石継太
- 南雲耕太（郁美の息子） - ささの友間
- 吾妻（佐賀原の秘書） - 濱近高徳
- 中森貞明（佐賀原の秘書・8年前死亡） - 野口雅弘
- 浜田（タクシー運転手） - 森富士夫
- 村山均（一新病院 院長） - 江口信

第17話「殺意に燃えた女たち 雪山に響く涙の銃声」
- 牧村杏子（牧村法律事務所 弁護士） - 根岸季衣
- 矢部浩輔（経営コンサルタント） - 矢島健一
- 金井多佳子（牧村法律事務所 弁護士） - 水島かおり
- 村岡（社会福祉法人「陽光学園」園長） - 柳澤愼一
- 梶本美和（高校生） - 三国由奈（幼少期：空閑琴美）
- 石井洋司（暴力団「木辺組」組長） - 谷本一
- 板垣（弁護士） - 野村信次
- 山口（警視庁広尾警察署 刑事） - 佐藤旭
- 啓太（社会福祉法人「陽光学園」園児） - 當間竣
- 伊藤（伊藤雅史の娘） - 小田部麻美

第18話「少年と刑事、涙の絆 哀しき複合殺人の謎」
- 笠原恵子（笠原の後妻） - 安永亜衣
- 文彦 - 湯江健幸
- 笠原彰（笠原と前妻との息子） - 有岡大貴

第19話「妻殺しトリックの謎 まだ見ぬ子への誓い」
- 麻生由加里（美容師・佐久間の元恋人） - 西牟田恵
- 佐久間宏（連続窃盗団のメンバー） - 菊池均也
- 片桐和夫（デジタルグローブソフトウェア 社長） - 中根徹
- 田沼（故売屋） - 有薗芳記
- 磯部（片桐の部下） - 辰巳佳太
- 北村（片桐の部下） - 加賀谷圭
- 山崎（片桐の部下） - 婆娑羅天明
- 渡辺直樹（連続窃盗団のメンバー） - 森厚太
- 高島洋介（連続窃盗団のメンバー） - 猪瀬孔明

第20話「母より深く愛して!! 誘拐犯が愛した子供」
- 飯沼亜莉沙（元クラブのホステス・富永の元彼女） - 芳本美代子
- 富永盛夫（実業家） - 村井克行
- 矢口千絵子（スナック「ルシエ」ママ・亜莉沙の友人） - 黒沢あすか
- 飯沼亮（小学生・亜莉沙の息子） - 神木隆之介
- 飯沼早苗（亜莉沙の親戚） - 戸川暁子

第21話「ご注文は殺人事件!? 密室レストランの謎」
- 木島（レストランのコック） - 日野陽仁
- 新田（レストランのコック） - 遠山俊也
- 佐々山（レストラン店員） - 原田修一
- 大塚良重

第22話「涙の密室侵入!? 禁じられた父子の仕事…」
- 鳥越（スナック勤務） - 酒井敏也
- 鳥越咲子（スナック勤務） - 筒井真理子
- 鳥越マモル（咲子の息子） - 田中亜留羽
- 木戸竜作、梅田凡乃、関根大学

第23話「目撃者は白骨死体!? 元妻の涙に捧げる愛」
- 井下公一（東進証券 元社員・偽名「長田公平」） - 春田純一
- 井下聡子（公一の妻） - 水木薫
- 佐伯隆二（弁護士） - 工藤俊作
- 井下麻里（中学生・公一と聡子の娘） - 川崎真央
- 山川茂（東進証券 元社員） - 堀勉
- 田山（警視庁港中央警察署 刑事） - 嶋崎伸夫
- 皆川（警視庁港中央警察署 刑事） - 日下守章
- 香織（麻里の友人） - 乙宮ゆめ
- 大貫五郎（暴行傷害の指名手配犯） - 横溝貴之

最終話「東京−沖縄、犯人と逃亡した妻!? 涙の復讐!! 父娘の叫び…」
- 岩下誠（山部コーポレーション 社長秘書） - 四方堂亘
- 山部直之（山部コーポレーション 社長） - 川原和久
- 飯島和子（国村の元妻） - 星野有香
- カメラマン - 吉田智則
- 前田明光（山部コーポレーション 社員） - まいど豊
- 国村勝（元沖縄県警巡査長） - 宮本大誠
- 比嘉孝（覚せい剤常用者） - 桜井章
- 泊里浩一（前科者） - 根津甚八

### PART7（2003年）
第1話「帰ってきた兵吾！激白…俺が殺した!!」
- 鎌田（警視庁捜査一課 主任・警部） - 河原さぶ
- 真田清志（キッチンサナダ 店主・史郎の元右腕） - 松重豊（PART7 第2話）
- 里見史郎（元暴力団「黒竜会」幹部） - 近童弐吉（PART7 第2話）
- 里見順次（史郎の腹違いの弟） - 信太昌之（PART7 第2話）
- 真田可奈子（清志の妻） - 伊藤留奈（PART7 第2話）
- 宮川誠治（ブルーヘブンの売人） - 芸利古雄
- 下山（ブルーヘブンの売人） - 本田剛四郎
- 大崎公一（宝石店襲撃事件の犯人） - 金原泰成
- 川田咲子（宝石店の店員・1か月前死亡） - 下川友子
- 田島優作（宝石店襲撃事件の犯人） - 遊木康剛

第2話「暴走デカ生中継!? 息子の罪に母の答えは」
- 渡部貴美子（康彦の母） - 田島令子
- 渡部康彦（北品川調剤薬局 薬剤師） - 伊藤高史

第3話「消えたピアニスト！頭の中の交換殺人？」
- 神野裕子（ジャズピアニスト） - 吉本多香美
- 川中恵（川中インテリア工房 経営者） - 山下容莉枝
- 天野絵里香（女子大生） - 林知花
- 篠原直樹（自称カメラマン・恵の元夫） - 谷村好一
- 小池保（詐欺師） - 西岡竜一朗
- 岩代隆司（裕子の男） - 森聖二
- 篠原孝一（小学生・直樹と恵の息子） - 塩野魁土
- 高田祐介（ウェブサイト「黄色い部屋」主催者） - まいど豊

第4話「声にならない友情！逆狙撃…俺が標的だ」
- 真壁忠明（射撃場のインストラクター・元警視庁特殊捜査班） - デビット伊東
- 東健一（玩具メーカー「スターベル」社長） - 徳井優
- 東利江（玩具メーカー「スターベル」社長秘書・健一の妻） - 宮崎彩子
- 井口明（傷害及び強盗の容疑者） - 戯武尊

第5話「人質は水槽に？密室の刑事と仮面の女！」
- 能村恵利子（ストーカー殺人事件の被疑者） - 小橋めぐみ
- 奥田（パワフルゼミナール 事務局長） - 井上高志
- 仙洞肇（パワフルゼミナール 理事長） - 津野哲郎
- 今野宗太（誘拐犯） - サイ・ホージン
- 新庄知生（誘拐犯） - 板垣宏一
- 仙洞政雄（パワフルゼミナール 副理事長・肇の息子） - 菊池隆志
- 仙洞朱美（政雄の妻） - 水月圭
- 岡野（盗撮魔） - 森田猛虎

第6話「警官はなぜ死んだ？父の背中が遺した愛」
- 三沢幸吉（警視庁城南警察署柳町交番 巡査長） - 田山涼成
- 高比良（警視庁城南警察署柳町交番 巡査部長・主任） - 河原崎次郎
- 三沢祐介（巡査・幸吉の息子） - 笠原紳司
- 山田（警視庁城南警察署柳町交番 巡査） - 日向勉
- 小玉（警視庁城南警察署柳町交番 巡査） - 嶋田豪
- 吉野かおり（高校生） - 井上優里菜
- 岡田（遺体の第一発見者） - 藏内秀樹

第7話「霊安室の白い女？法医学トリックの悲劇」
- 大隅典正（城徳医科大学 名誉教授） - 坂上二郎
- 米田千里（美容師） - 栗田よう子
- 並木多加子（託児室経営） - 広岡由里子
- 大隅宏太（典正の孫） - 前橋聖丈

第8話「愛する妻娘が！4つの爆弾を抱いた刑事」
- 和田信介（城南ケミカル 常務） - 石田信之
- 服部幹夫（城南ケミカル 研究員） - 柄沢次郎
- 宮路博（城南ケミカル 元研究員） - 酒井健太郎

第9話「家庭内暴力…悲劇の連鎖が子供を変えた」
- 末永亮子（良樹の元妻） - 渡辺典子
- 藤田倫代（良樹の母） - 絵沢萠子
- 末永雅志（江東区立西砂第二中学校 2年生・良樹と亮子の息子） - 渋谷謙人
- 藤田良樹（無職） - 乃木涼介
- 石塚（江東区立西砂第二中学校 保健教諭） - 中村綾
- 柳原（警視庁小岩北警察署 刑事） - 吉田朝

第10話「最後の事件簿！菊枝の涙と告白」
- 藤岡美和（誘拐犯グループのメンバー・和彦の姉） - 河合美智子（少女期：篠原愛実）
- 藤岡和彦（誘拐犯グループのメンバー） - 大森南朋（少年期：日下部貴文）
- 塚本功二（誘拐犯グループのメンバー） - 木村靖司
- 門倉慎之助（門倉グループ 会長） - 入川保則
- 藤岡里枝（和彦の妻） - 宮沢美保
- 門倉知子（慎之助の妻） - 島ひろ子

最終話「さよなら私が愛した刑事たち！東京〜新潟、白鳥が見た母子の叫び 7年愛…涙の指輪!! 愛を信じた最後の闘い」
- 桜井信彦（開業医） - 杉本哲太
- 二宮靖子（殺害事件の目撃者） - 田中美奈子
- 長田雪子（患者） - 小林恵
- 市川（元傭兵） - 宮坂ひろし
- 二宮正太（靖子の息子） - 黒須貴之
- 増岡（病院理事長） - 高松英郎
- 深水三章、大和啄也、石井康太、中村豪

### クリスマススペシャル（2003年）
「尾道〜しまなみ海道 港から消えた女！悲劇を結ぶ赤い花の謎!? 立ち上がれ兵吾！お前の刑事魂は死んだのか」
- 五条万理子（調査会社社員） - 若林志穂
- 佐度原峰夫（国会議員） - 川合伸旺
- 村上（広島県警福山警察署 鞆の浦交番 主任） - 渡辺哲
- 上杉（警視庁捜査一課 管理官） - 山崎銀之丞
- 桑畑茂（不動産開発会社「フューチャーランド」社長） - 森下哲夫
- 柳井浩三（柳井画廊 社長） - 山崎大輔
- 警備員 - 鈴木正幸
- 神父 - ラモス瑠偉
- 小牧志乃（広島での高見兵吾の友人） - 古手川祐子
- 伊藤幸純、森聖二

### 最終章（2004年）
第1話「父は生きていた…衝撃の最期」、第2話「幼き兄妹の涙…炎の中の親子愛」
- 田代誠治（高見兵吾の恩人・元警察官） - 井川比佐志
- 片島裕太（立川西警察署 刑事・根岸玲子の部下） - 高橋和也
- 篠原倫夫（連続強盗事件容疑者） - 米山善吉
- 三上博之（光和銀行 行員） - 永倉大輔
- 一紗まひろ、披岸喜美子、森聖二
- 片島涼子（光和銀行 行員・片島の妻） - 内田チエ
- 大石（連続強盗事件容疑者） - 加賀谷圭
- 崎田（連続強盗事件容疑者） - 篠原さとし
- 瀬木一将、岩田貴代志、蛭川信博、豊田孝治、仲宗根隆吉、三木健史、岩本悠介、香純恭、鈴木信明、加藤真央、矢田有三、大塚太心、大隅祐輝
- 篠原猛（篠原の息子） - 鈴木湧太
- 篠原美紀（篠原の娘） - 山田夏海
- 蒲原洋平（警視庁広域特別捜査隊 捜査課長） - 國村隼

第3話「カーテン越しの密室殺人…消えた血痕！」
- 木島つかさ（女性誌「GRACE」編集長） - 渡辺梓
- 水沢誠（カメラマン・つかさの恋人との噂） - 吉田智則
- 八代彰（カメラマン・つかさの恋人） - 飯田基祐
- 女性誌「GRACE」編集者 - 長谷部香苗
- カメラマン - 稲輪吉泰

第4話「水族館大パニック！捨てられた母の記憶」
- 日下隼人（現金輸送車襲撃犯） - 一條俊（5歳：仲條友彪）
- 安達敬（警視庁品川東警察署 刑事） - 矢島健一
- 堀越克夫（警視庁品川東警察署 刑事・巡査） - 藤田哲也
- 甲田智世（家政婦・隼人の母） - 井上夏葉
- 牧原（監察官） - 重松収
- 小暮秀子（児童福祉施設「あけぼの園」園長） - 五十嵐五十鈴
- 大沼富美（智世が働いている家の主婦） - 湖映佳奈子
- 三津谷元（現金輸送車襲撃犯・スナック経営者） - 稲宮誠
- 内山瑤子（現金輸送車襲撃犯・三津谷の内縁の妻） - 浅井星光
- 若村宏太（隼人の友人） - 小山裕達
- 若村彩花（宏太の妻・妊婦） - 真帆

第5話「折り鶴の涙 奪われた娘の未来…」
- 前島伸介（建築士） -  阪本浩之
- 市ノ瀬麻衣（前島の婚約者・故人） - 勝村美香
- 岩瀬和彦（前科者） - 中根徹
- 坂本祐子（看護師） - 中村敦子
- 諸井純一（加奈子の友人） - 平泉陽太
- 斉藤加奈子（美容学校の生徒） - 高橋花衣
- 山本美智代（2人目の被害者・雑貨店店員） - 浮田久重
- 長谷川恵美（3人目の被害者・ウェブデザイナー） - 高橋奈弓
- 田口（巡査） - 若林謙
- 紀子（美智代の友人） - 香取廣美
- 上川（警視庁三鷹西警察署 刑事） - 菊池隆志
- 長谷川洋（恵美の父） - 土田アシモ
- 長谷川和子（恵美の母） - 斎藤みどり

第6話「父の殉職！パンダがくれた愛情」
- 増井美和子（洋三と暁子の娘） - 岩本千春
- 矢野洋三（末期癌の老人） - 浅野和之
- 矢野暁子（洋三の妻・故人） - 舟木幸
- 葛城キヨ（資産家・32年前殺害） - 塩屋洋子
- 田端真司（寿司屋） - 笠井一彦
- 大木毅（酒屋） - 松田史朗
- 宮村宣彦（根岸秀夫の同僚・元鑑識課員） - 森山周一郎

第7話「兵吾と親父〜ついに再会！船上の告白…」
- 仁科慎平（IT企業元社員） - 遠山俊也
- 岡沢太郎（IT企業元社員） - 芸利古雄
- 三村孝之（IT企業元社員） - 江戸松徹
- 山川芳雄（ホームレス・ひったくりの常習犯） - 岩田貴代志
- 皆川（IT企業 専務） - 菊地一浩

第8話「逃亡犯と暮らした女 DNA鑑定の弱点！」
- 松原多恵子（クリーニング店「松屋商会」経営者） - 宮地雅子
- 川田勝巳（クリーニング店「松屋商会」従業員・本名「瀬川勝也」） - 萩原好峰
- 渋井保（指名手配犯） - 浜近高徳
- 成田聡美（成田亜実の母） - 吉利治美
- サヤカ（風俗嬢） - 木下真利
- 松原桃子（小学生・多恵子の娘） - 日高里菜

第9話「狙われた6月の花嫁 ケーキに隠した殺意」
- 平野直子（ケーキ屋「LAS RAMBLAS」従業員・新婦） - 国分佐智子
- 兼子泉（須賀物産 元社員） - 遊井亮子
- 中里芳治（かおるの父） - 山西道広
- 谷岡雅也（インテリアプランニング「TANIOKA」社長・須賀の友人） - 宮本大誠
- 須賀幹雄（須賀物産 専務・新郎） - 涼平
- 中里かおる（直子と泉の高校の同級生・11年前死亡） - たなかえり

第10話「死ぬな杉浦刑事！娘の婚約…涙の捜査線」
- 本庄真紀（リース会社勤務・クラブ「華」ホステス・ひとみの姉） - 越智静香
- 本庄ひとみ（美容師・真紀の妹・篤の元恋人） - 藤村ちか
- 関口（警視庁捜査一課 刑事） - 吉満涼太
- 土屋（鑑識員） - 上山千穂
- 田中（東京中央警察病院 医師） - 古郡雅浩
- 坂井篤（3週間前転落死） - 七枝実
- 長谷川優（篤の友人） - 光宣
- 山谷浩司（篤の友人） - 山崎勝之
- 木村宗太（篤の友人） - 佐藤幹雄
- クラブ「華」ホステス - 本橋由香

第11話「完結前編〜父にかけた涙の手錠」、最終話「絶命！愛する家族に捧げる最後の言葉」
- 空野明継（聖南医科大学 精神科医・泰造の息子） - 三浦浩一
- 空野泰造（ソラノ興産 社長） - 西沢利明
- 九十九仙一（元漁師・甲介の友人） - 河原さぶ
- 九十九花江（仙一の妻） - 島かおり
- 島田（ソラノ興産 社長秘書） - 鳥木元博
- 三枝幾郎（警視庁捜査二課 警部補） - 工藤俊作（第11話のみ）
- 美奈子（明継の患者） - 杉本瞳（第11話のみ）
- 内藤実（漁労長・花江の元夫・38年前死亡） - 竹本和正（最終話のみ）
- 山崎恵美（手鉤殴打殺人事件の被害者） - 佐藤智美
- 山部（警視庁刑事部 参事官） - 西田健